# Стругацкий, Борис Натанович
Бори́с Ната́нович Струга́цкий (15 апреля 1933, Ленинград — 19 ноября 2012, Санкт-Петербург) — русский советский писатель, сценарист, редактор и переводчик, создавший в соавторстве с братом Аркадием Стругацким несколько десятков произведений, ставших классикой современной научной и социальной фантастики.
Младший сын искусствоведа Н. З. Стругацкого. Пережил ленинградскую блокаду и эвакуацию. В 1955 году окончил матмех ЛГУ по специальности «Астрономия» и до 1965 года работал в Пулковской обсерватории инженером по счётно-аналитическим машинам, а также участвовал в геодезических и археологических экспедициях на Кавказе и в Средней Азии. К середине 1950-х годов относятся первые литературные опыты; судя по материалам переписки, именно Борис Натанович предложил брату Аркадию заняться фантастической и приключенческой литературой и написать роман в соавторстве. Между 1956—1958 годами братья, постоянно проживая в разных городах (Аркадий — в Москве, Борис — в Ленинграде), разрабатывали технику работы вдвоём во время написания повестей «Страна багровых туч», «Извне» и рассказов. В 1964 году оба брата Стругацких были приняты в Союз писателей РСФСР, после чего Б. Н. Стругацкий зарабатывал только литературным трудом. В 1974 году возглавил семинар молодых писателей-фантастов при Ленинградской писательской организации, которым руководил до конца жизни, сделав его неформальным центром притяжения для фантастов «четвёртой волны». В период 1975—1980 годов избирался в бюро секции научно-фантастической, научно-популярной и научно-художественной литературы Ленинградского отделения Союза писателей.
После того как в 1991 году умер его брат и соавтор А. Н. Стругацкий, Борис Стругацкий опубликовал два самостоятельных романа (под псевдонимом «С. Витицкий») и книгу литературных воспоминаний «Комментарии к пройденному». Активно занимался публицистикой и поддерживал некоммерческую группу «Людены», со второй половины 1990-х годов осуществлявшую выпуск нескольких собраний сочинений и исследование архива братьев Стругацких. Учредитель премии «Бронзовая улитка» (вручалась с 1993), с 2002 года главный редактор журнала «Полдень, XXI век».
Лауреат Государственной премии РСФСР (1987) и премии Президента РФ (2001), кавалер медали «За трудовую доблесть» (1983) и ордена Почёта (2003).

## Биография

### Годы становления (1933—1955)

#### Довоенный период детства
Борис Стругацкий появился на свет 15 апреля 1933 года в Ленинграде, где его отец Натан Залманович Стругацкий был только что назначен научным сотрудником Государственного Русского музея. Мать Бориса, Александра Ивановна Литвинчёва (1901 года рождения), работала учительницей начальных классов; разница в возрасте Бориса со старшим сыном Стругацких Аркадием составила семь лет, семь месяцев и восемнадцать дней. Cемья жила на проспекте К. Маркса, дом № 4, коммунальная квартира номер 16. Александра Ивановна даже добилась разрешения отделиться, и Стругацкие несколько лет до войны располагали отдельной двухкомнатной квартирой. Натан Залманович между 1933—1937 годами по партийному призыву был мобилизован «на хлеб», руководя крупными зерносовхозами в Западной Сибири (Прокопьевск) и Сталинградской области, а также работал в управлении культуры Сталинграда. По воспоминаниям родных, Натан Залманович Стругацкий был непрактичен, беспомощен в быту, мало зарабатывал; супруга утверждала, что он хотел стать писателем. Его работа в цензуре и учреждениях культуры компенсировалась «книжным пайком» («любая выходившая тогда в Питере худлитература — бесплатно»), из которого составилась большая домашняя библиотека, занимавшая два шкафа:

О, какие это были замечательные книги! Дюма, Сервантес, Верхарн, Андре Жид, Мериме, Пьер Мак-Орлан… Издательства: «Academia», «Круг», «Всемирная библиотека».
В 1939—1940 годах Бориса готовили к поступлению в школу. Его старший брат Аркадий дружил с соседом по лестничной клетке Игорем Ашмариным, вместе с которым проговаривал вслух некие фантастические сюжеты, иногда фиксируемые в тетради (ни одна не сохранилась). Периодически младшему брату позволялось присутствовать или Аркадий рассказывал ему приходящие на ум сюжеты.

#### Война и эвакуация
Во время Великой Отечественной войны семья Стругацких оказалась в осаждённом Ленинграде. По воспоминаниям Бориса Стругацкого, жизнь семье спасла тогда привычка Александры Ивановны запасать дрова не осенью, а весной, что позволило отапливать кухню и комнату Аркадия. В дневнике Н. З. Стругацкого описаны муки голода и безрезультатные попытки достать пищу, а также ловля кошек на мясо. 18 января 1942 года представилась возможность отправить семью в Мелекесс с последней партией эвакуируемых сотрудников и фондов Публичной библиотеки. Александра Стругацкая, продолжив дневник мужа, зафиксировала, что попытка отъезда всей семьёй была предпринята 25 января 1942 года. Однако из-за аварии водопровода не было возможности заправить водой паровоз, а 16-летний Аркадий отморозил ногу (промочив утром валенок у проруби). Выданный по норме до 1 февраля хлеб закончился 27 января, зафиксированы и рыночные цены: за новые валенки просят 500 граммов хлеба, за золотые часы — килограмм («вещей полон рынок, а продуктов нет»). Александра Ивановна носила домой положенный ей в райсовете обед: «…суп и кашу, кипячу, долив водой, разливаю на четыре тарелки. Следят, кому больше, кому меньше, подозрения, споры, упрёки, что я Аркашу больше люблю, что Борис мал, ему надо меньше, а он собирает крошечки. Сердце обливается кровью». На семейном совете было решено разделиться: Борис и Александра могли не перенести эвакуации, вдобавок матери приходилось каждый день ходить на работу за пять километров (городской транспорт встал). Отъезд Н. З. Стругацкого и Аркадия состоялся 29 января; как рассказал матери 8-летний Борис, Аркадий тащил отца на себе. Далее о судьбе мужа и старшего сына ей ничего не было известно до получения телеграммы 17 мая: «Стругацкий Мелекесс не прибыл».
В мае 1942 года в продаже появились продукты («хлеб 100 гр. — 45 р., масло 1000 гр. 2000 руб., крупа 700 руб., песок 800 руб., молоко 200 р.»), а работающим выделялась земля под огороды, обработкой которой в сквере Военно-медицинской академии занималась и Александра Ивановна. Бориса она отдала в детский сад завода им. Карла Маркса и фиксировала, что он «поправился». 22 мая в дневнике зафиксирован упрёк Бориса: «Ты меня совсем не любишь и не думаешь обо мне». А. Стругацкая опасалась «моральной дистрофии» и описывала случаи острых психических заболеваний в коллективе школы, в которой работала. Также она работала в райжилотделе, чтобы получать для Бориса дополнительный паёк, но в июне была возвращена в школу («Ещё не было лета, а уже страшно зимы»). 2 июля 1942 года из села Ташла Чкаловской области пришло письмо Аркадия, дополненное ещё одним 11 июля. Здесь не содержалось подробностей, помимо факта кончины отца. Всё открылось только 1 августа, когда Александре Ивановне передали письмо от 27 июля, которое было адресовано школьному другу Аркадия Стругацкого Игорю Ашмарину и в котором было множество подробностей. Ранее, 10 июля, Александра Ивановна получила разрешение на эвакуацию из города и стала готовиться: «Надо паковаться, надо побольше взять тряпок на обмен, так как денег нет, и сил нет». К 22 июля мать отправила по адресу Аркадия пять телеграмм и 11 писем, оставшихся без ответа. Борис в это время находился в детском доме: «…хлебом приходится делиться с Борей, так как кормят в дет<ском> доме плохо — обкрадывают». Эвакуационное удостоверение было получено 31 июля, но из-за шторма на Ладоге отправление затягивалось. Отъезд состоялся только 3 августа вместе с детским домом № 13. За девять дней эшелон добрался до станции Шаля на Урале, и лишь в конце августа Стругацкие прибыли в Чкалов.
В Ташле мать и младший брат остановились в доме Клавдии Соловьёвой (Советская улица, № 111), где квартировал Аркадий, поставленный властями заведовать пунктом приёма мясо-молочных продуктов у населения и сепараторным пунктом. После призыва Аркадия в армию (приказ от 28 января 1943 года, отбыл 9 февраля) пунктом стала заведовать Александра Ивановна, которая крайне негативно воспринимала сельскую действительность: «Год я ничего не читаю и не могу читать, что-то во мне надорвалось. Нет у меня ни друзей, ни родных. Ташла — это мещанский удел, нечто от кулаков, кошмарный народ. Я задыхаюсь. Живу тем, что меняю». Борис пошёл в третий класс сельской школы. Из сохранившегося письма Аркадия Стругацкого от 20 апреля 1943 года следует, что Борис уже тогда интересовался филателией и что он обладал определёнными литературными амбициями: «Я повторяю совет, который дал уже в письме № 26: пиши большую книгу-рассказ о своих похождениях с начала войны, пиши подробно, не торопясь, вспоминая все подробности, советуясь с мамой. Предварительно составь вместе с ней подробный план». Вопросы о работе над «повестью» содержатся в письме 20 мая. По мнению А. Скаландиса: «Со стороны Бориса — просто подражание старшему, со стороны Аркадия — чисто педагогический ход». Не видя смысла оставаться в Ташле, Александра Ивановна начала хлопотать о переводе в Москву, где жила её сестра Мария Теселько. Поступивший в Военный институт иностранных языков Аркадий также подал начальству рапорт о положении матери и брата. В ноябре 1943 года состоялся переезд в столицу к Теселько в коммунальную квартиру у Киевского вокзала, в которой Стругацкие обитали без прописки. Александре Ивановне удалось устроиться в школу № 591, куда в четвёртый класс ходил и Борис. Однако у него не осталось практически никаких воспоминаний об этом периоде.

#### Школа и университет
В мае 1944 года сразу после прорыва блокады Александра Стругацкая и Борис вернулись в Ленинград в свою старую квартиру. Борис учился в 107-й школе, в которой затем стала работать и А. И. Стругацкая — учителем русского языка и литературы. Далее в этой школе учился Юрий Сенкевич. Младший Стругацкий, по разным свидетельствам, был прилежным учеником, хотя занятия скорее воспринимал как повинность. Некоторое время он мечтал о профессиональной карьере спортсмена — гимнаста и легкоатлета; в ноябре 1947 года сломал руку во время соревнований по бегу с препятствиями на стадионе завода «Красная заря» (Лесной проспект). В рамках школьных занятий литературой к Борису пришла первая известность: 29 декабря 1947 года в газете «Смена» в фельетоне А. Смоляна в положительном смысле цитировалось его школьное сочинение об отце «Моральный облик советского молодого человека». В девятом классе заданием на дом было сочинение на вольную тему, итогом чего стал первый фантастический рассказ Бориса Стругацкого «Виско». Имя Виско (от английского viscosity — вязкость) обозначало фантастическое чудовище, вылепленное в секретной лаборатории в джунглях Амазонки. Общение с братом всё это время проходило по переписке и во время редких поездок в Москву и отпусков Аркадия. Во время нечастых отпусков братья играли в изобретённую ими же вымышленную страну «Арканарию». Библиограф В. Борисов установил, что название создано на основе прозвища старшего Стругацкого «Арк» и королевства «Казинарио» из фильма Рене Клера «Последний миллиардер». О разработке военно-стратегической игры говорится и в письме Аркадия от 28 ноября 1948 года. В августе 1949 года Аркадий приезжал в Ленинград с молодой женой Инной (урождённой Шершовой), ожидая распределения по службе.
Вопросы выбора будущей профессии отражены в переписке между братьями 1949 года: Борис находился тогда в выпускном классе школы. Младший Стругацкий желал, чтобы его будущая работа сопрягалась с дальними поездками, решением «чудесных и „почти неразрешимых“ проблем» и при этом оказывалась бы полезной Родине, в том числе в деле обороны. Тема выбора продолжена в письме Аркадия Борису от 21 января 1950 года: «Я-то, грешник, завидую тебе — выбираешь, куда пойти: на физфак или астрофизику. <…> Нет, тебе нужно именно либо на астрофизику, либо на такое отделение, после которого люди посылаются на научно-исследовательскую работу». В апрельской переписке упоминается, что Борис не одолел задания на городской олимпиаде по физике. В 1950 году младший Стругацкий окончил школу с серебряной медалью. Он не был военнообязанным: по наследственной предрасположенности и из-за последствий блокадной голодовки сильно испортилось зрение; это же сделало невозможным дальнейшие спортивные успехи (хотя в школьные годы он добился третьего взрослого разряда по гимнастике). Главным источником эстетического развития и удовольствия оставалась отцовская библиотека, которая уцелела во время войны. Также Борис серьёзно относился к поэзии и песенному творчеству. Как медалист он не сдавал вступительных экзаменов, но не прошёл на коллоквиуме физического факультета ЛГУ, как он сам утверждал позднее, по причине еврейского происхождения. Коллоквиум на математико-механический факультет (специальность «астрофизика»), однако, был пройден благополучно. В первый учебный день (занятия проходили в здании на 10-й линии Васильевского острова) произошло знакомство с сокурсницей по группе астрономии Аделаидой Андреевной Карпелюк (родилась 23 октября 1931 года) — дочерью генерал-майора А. И. Карпелюка.
Уже осенью 1950 года на первом курсе Б. Стругацкий посетил с экскурсией Пулковскую обсерваторию (брат Аркадий поделился воспоминанием, что их отец видел разрушение зданий обсерватории немецкой бомбардировкой в 1941 году). В ноябре того же года Борис жаловался старшему брату, что ему предлагается «доносить» в деканат, на что получил отповедь: «Я-то тебя знаю, Боб, ты наш до мозга костей, а наивности в тебе — что г… в деревенском сортире. Итак, моё мнение — делай то, что приказывает тебе партия и государство в лице вашего парторга и декана». В итоге студент Стругацкий был равнодушен к общественной работе, участвовал в выпусках факультетской «Молнии», публикуемой раз в неделю в виде кратких объявлений мелом на доске, и в 1953 году выезжал на стройку в колхозе им. Т. Антикайнена под Ленинградом. Летняя практика 1951 года перед вторым курсом проходила в Алма-Атинской обсерватории при Академии наук Казахской ССР в секторе астроботаники, организованном академиком Г. А. Тиховым для развития исследований по прогнозированию возможности существования жизни на других планетах Солнечной системы. Судя по переписке с Аркадием, Борис романтизировал профессию (письмо от 4 августа 1951 года): «Значит, рабочей обстановкой ты остался неудовлетворён. Имей в виду, работать после окончания ЛГУ тебе придётся, возможно, в паки худших условиях, так что не льстись на то, чтобы попасть на всё готовенькое с совершенным оборудованием, с трамваями и т. д. Приучи себя к мысли, что всё придётся создавать и исправлять своими руками. <…> В жизни всегда, брат, так бывает: невольно идеализируешь условия работы в тех местах, куда едешь. Это я на себе часто испытывал, так что можешь мне поверить». Переписка братьев 1951—1953 годов частично велась по-английски для практики в языке. В одном из писем (7 июня 1953 года) Аркадий, разводившийся с женой, сетовал: «Кстати, чего ж ты не пишешь о своих amour’s? Обещал, а не пишешь. Не веришь мне, что ли? Эх, брательник». Лето 1953 года Борис с матерью провёл в Гурзуфе, где из-за неудачной шутки студент имел неприятности с пограничниками, о чём упоминается в переписке с братом. Судя по редким сохранившимся письмам Бориса, он вёл обычную жизнь интеллигентного столичного студента: несмотря на острую нужду в деньгах, покупал новые книги; в послании от 22 сентября 1953 года упоминается выставка индийской графики, скульптуры и живописи, а также посещение концерта А. Вертинского («Чтой-то его, видно, заживо похоронили, что ли?»).
В октябрьской переписке братьев 1953 года поднимается тема трудоустройства Бориса после окончания университета. Он сообщал, что «в числе фамилий кандидатов, занесённых в полуофициальный предварительный список (таковых кандидатов двое), фамилия Стругацкого не значится». В перспективе это означало как возможность остаться в Пулковской обсерватории на практической работе (или в аналогичном крупном научном центре, включая Киев, Одессу или Алма-Ату), так и возможность попасть на далёкую периферию начальником астропункта. Худшим из вариантов являлось учительство: «Очень возможная вещь! Всех жидов и подозревающихся в сем грехе — загоняют на периферию учителями биологии и — частично — физкультуры. <…> Это явление не массовое, но отдельных примеров — более чем достаточно». В том же послании (22 октября 1953 года) Борис Стругацкий сообщал, что приобрёл «небольшую, но приличную коллекцию советских марок», особый упор делая на период 1924—1938 годов. Преддипломная практика 1954 года проходила в Абастуманской обсерватории, что документировано перепиской с матерью. О сути практики в письме 12 августа сказано: «Нас тут в основном используют как черновую рабочую силу: мы мало наблюдаем, но зато очень много вычисляем и проверяем чужие вычисления». Аделаида Карпелюк (в письмах просто «Адка») тогда была оставлена в Пулково, не получив удостоверения на проезд в пограничную зону. Сохранилась и переписка Бориса с Аделаидой этого периода.
В письмах братьев Аркадия и Бориса Стругацких первой половины 1950-х годов не единожды упоминались замыслы крупных по форме научно-фантастических произведений. Старший из братьев 4 августа 1951 года даже предлагал обратиться за советом к Ивану Ефремову. Аркадий занимался в гарнизоне на Камчатке литературным творчеством, не доводя, впрочем, ни одного произведения до конца. 7 апреля 1954 года Борис Стругацкий писал Аркадию на Камчатку, что в редакции фантастики издательства «Молодая гвардия» кризис, ибо, как сообщил ему знакомый литературный работник, «печатают дерьмо». Далее вопрошалось: «А что, если обработать твой проект „Страны багр<овых> туч“ и — туда? Э?» Вернувшись с астрономической практики в Абастумани, в сентябре Борис отправил Аркадию объявление журнала «Техника — молодёжи» о конкурсе на лучшее научно-фантастическое произведение; лучшие рассказы обещалось премировать и опубликовать. 21-летний Борис прямо писал брату, что участие в конкурсе принесёт как минимум тысячный гонорар, позволит «утереть нос современным „эх-фантастам“» и что вообще «хорошо будет».

### Выбор призвания (1955—1964)

#### Пулковская обсерватория. Женитьба
После окончания университета в 1955 году Борис Стругацкий был распределён в аспирантуру, но подал документы в Пулковскую обсерваторию и сдавал экзамены в период с 1 по 15 сентября. Сдача кандидатских экзаменов неоднократно упоминалась в переписке 1956 года. Научным руководителем стал К. Ф. Огородников, предложивший основываться на одной из курсовых работ, тема которой была связана с динамикой поведения так называемых широких звёздных пар. Данный предмет Борис Стругацкий исследовал около двух лет; параллельно вместе с братом Аркадием разрабатывал разные литературные проекты, в том числе большой фантастической повести «Страна багровых туч». В июле 1957 года по предложению своего друга Владимира Луконина Борис Стругацкий поступил препаратором в археологическую группу Бориса Ставиского, которая вела раскопки в окрестностях Пенджикента. На материале увиденного Борис Стругацкий набросал рассказ «Извне», ставший затем основой фантастической повести. Так как редактированием и подготовкой к печати «Страны…» занимался в Москве Аркадий Стругацкий, по его просьбе Борис предварительно «раскидал» сюжет повести «Страшная большая планета» — непосредственного продолжения; попутно он занимался и другими сюжетами. По утверждению А. Скаландиса, именно литературная работа позволила Борису Стругацкому справиться с большими неприятностями: когда диссертация была почти готова, он сам же в библиотеке рефератов нашёл публикацию, из которой следовало, что то же самое исследование проделал тринадцать лет назад Субраманьян Чандрасекар. В результате Стругацкий, окончив теоретический курс аспирантуры, был отчислен и в ноябре 1958 года устроился инженером-эксплуатационником по счётно-аналитическим машинам на счётной станции Пулковской обсерватории. Именно в пулковский период жизни у Бориса Стругацкого сложился круг общения, который практически не расширялся до конца жизни: Владимир Луконин, Александр Копылов, Юрий Чистяков и его жена Наталья Свенцицкая, Владимир Корепанов и его жена Галина Зигберман. На работе Стругацкий, Копылов и Свенцицкая отвечали за выпуск стенгазеты «За новое Пулково».
19 ноября 1957 года прошла регистрация брака Бориса Стругацкого и Аделаиды Карпелюк. Молодая семья поселилась в гостинице-общежитии Пулковской обсерватории: Борис не хотел стеснять Александру Ивановну (хотя его комната использовалась Аркадием и Борисом для совместной литературной работы), родители Аделаиды жили в Череповце, а после отставки тестя переехали в Киев. Ещё в 1956 году коллеги-товарищи по общежитию приобрели телевизор, для переписки и работы над беллетристикой с 1955 года использовалась пишущая машинка «Мерседес № 1256742» («превесёлое существо, обладающее массой винтиков, гаечек, шурупчиков, рычажков и прочих не менее полезных ингредиентов»). Поскольку аспирант, а затем инженер зарабатывал мало, занятия беллетристикой после первых публикаций приобретали материальное измерение: журнальная публикация «Спонтанного рефлекса» в 1958 году принесла по 500 рублей гонорара каждому из соавторов. В письме супруге, находившейся на отдыхе в Сочи от 28 августа 1958 года, Б. Н. Стругацкий упоминал гонорар в 200 рублей за рефераты астрономических публикаций для «Астрономического журнала» и реферативного журнала «Астрономия и геодезия». В № 5 этого последнего за 1957 год вышли пять рефератов Б. Стругацкого. В четверг, 18 июня 1959 года, у Бориса и Аделаиды родился сын Андрей. Так как редакция «Детгиза» торопила с изданием повести «Путь на Амальтею», будни Бориса Стругацкого осенью выглядели следующим образом: «На работе горячка — кончается год, надо дожимать план. После работы еду домой: приехала тёща, спать в гостинице негде. Дома поем, ложусь спать до десяти, а потом работаю до двух-трёх ночи… Дела обстоят так: сделаны пролог, I глава и II глава (вот только что кончил)». Текст планировалось завершить и отправить в Москву 1 декабря.
1960 год оказался нелёгким: руководство Пулковской обсерватории увеличило план научной работы, Борису дополнительно спустили задание перепроверить теорию Козырева, для которой «должен перемерить Юпитер и посмотреть, есть у него асимметрия или нет. Дело, простое поначалу, оказалось в высшей степени муторным». Аделаиду в апреле направили для астрометрических наблюдений в Ташкент, поэтому полугодовалого Андрея отправили к бабушке в Киев. Параллельно Стругацкие работали над рассказами и романом «Возвращение», из-за чего Борис уже в письме 8 января впервые делился с братом мечтаниями «о пенсии или хотя бы о полставке». «Страна багровых туч» вышла стотысячным тиражом, в 1960 году последовало второе издание таким же тиражом, которое принесло крупный гонорар. Несмотря на то, что гонорар от переиздания составлял только 60 % от первого, его сумма для каждого из соавторов достигала 14 тысяч рублей (примерно годичный оклад научного сотрудника до денежной реформы 1961 года). 6 мая Борис Стругацкий сообщал, что летом его посылают в геодезическую и астроклиматическую экспедицию на Кавказ для поиска места установки Большого телескопа АН СССР: «гора Кинжал, 2900 м. Условия трудные, ненаселёнка, вокруг голые скалы». Командировка на Кавказ длилась от 1 июня по конец октября, преимущественно в глухих высокогорных районах. В ноябре Аркадий Стругацкий занялся процедурой приёма братьев в Союз писателей, а Борис попытался добиться от начальства свободных дней для литературных занятий. Сборник «Путь на Амальтею» вышел тиражом 315 тысяч экземпляров. Поскольку советское трудовое законодательство не предусматривало льгот для писателей, начальство готово было предоставить Б. Стругацкому дополнительно 3—4 дня отпуска за свой счёт в месяц; оснований для перехода на полставки также не нашлось.

#### Приём в Союз писателей. Жилищный вопрос
Большие гонорары за повести и рассказы (в 1960 году Стругацкие начали написание повести «Стажёры») позволили Борису Натановичу начать решение жилищного вопроса. Александра Ивановна предложила купить комнату у соседки, на это сын ответил в письме от 3 августа, что появилась возможность участвовать в кооперативе по долевому строительству жилья. По предварительной оценке, это требовало бюджета в 45 000 рублей (до деноминации) и полутора-двух лет по времени. Одновременно становилось ясно, что совмещать работу (Аркадию — литературным редактором, Борису — в астрономии) и писательство невозможно, необходимо становиться профессиональными писателями и увольняться. Это было возможно только после вступления в ряды Союза писателей, формальное заявление на которое было подано в начале 1961 года, рекомендателями являлись писатели И. Ефремов, Р. Ким, критик К. Андреев. Дело, однако, сильно затянулось: о неких подвижках сообщал в письме от 18 октября 1962 года Аркадий Натанович, ссылаясь на Андреева. Одной из главных претензий приёмной комиссии являлось проживание братьев в разных городах, что было достаточным основанием «футболить» авторов из Союза писателей СССР в Союз писателей РСФСР.
Летом 1962 года Бориса Стругацкого назначили исполняющим обязанности заведующего аспирантурой Главной астрономической обсерватории, параллельно он хлопотал об устройстве сына в детский сад: Аделаида находилась в очередной длительной командировке в Киевской обсерватории. В августе Борис участвовал во всесоюзном совещании по научной фантастике, на котором явно наметился поколенческий раскол по линии «научно-техническая — философская фантастика», во главе которого встали именно Стругацкие. Для делегатов в Министерстве культуры прошёл показ фильма «На берегу», который стал основой замысла новой повести «Далёкая Радуга», начатой братьями в Симеизе во время отпуска, проводимого в сугубо мужской компании (включая и А. Копылова). В конце года Аделаида Стругацкая оказалась командирована на Кисловодскую горную станцию. К тому времени Борис Стругацкий выражал желание уволиться, даже рискуя подвергнуться преследованию за тунеядство. Всё больше и больше времени занимали литературные обязанности в секции научно-фантастической и приключенческой литературы Ленинградского отделения Союза писателей. Аркадий писал ему 12 марта 1963 года, что для спокойной жизни достаточно обратиться в группком литераторов: «…Подай туда заявление и отнеси какую-нибудь книжечку. Тебя примут, и всё будет в порядке, будешь платить взносы как в профсоюз, будет тебе идти стаж, бюллетень будет оплачиваться и пр.» На полставки Бориса Стругацкого перевели с 1 ноября 1963 года (полный рабочий день по понедельникам, вторникам и средам). Наконец 29 января 1964 года на Московской приёмной комиссии (председатель Аркадий Адамов) братья Стругацкие сделались действительными членами Союза писателей РСФСР. Членский билет Борис Натанович получил в июне из рук ответственного секретаря Ленинградской писательской организации А. А. Прокофьева (Аркадий Натанович к 19 июня билета так и не получил).
Не менее сложным оставалось решение жилищного вопроса. В начале 1963 года Борис Натанович вступил в кооператив строящегося дома № 4 на улице Победы, взнос составил 6000 рублей (примерно 40 или 50 % общей стоимости). 1 марта 1963 года Борис сообщал Аркадию: «Наш исполком выкинул новый трюк: в кооперативных домах также введён лимит площади». Согласно первоначальному плану в новой квартире прописывали Аделаиду с сыном Андреем, а Борис Натанович оставлял за собой маленькую комнату в родительской коммуналке на проспекте Маркса. «Но вот теперь заявляют, что на двух человек двухкомнатную квартиру строить не разрешается. <…> Надо придумывать резоны, по коим маме следует оставить обе комнаты. Здесь может пригодиться всё: и наше членство в Союзе, и необходимость по полгода в год жить и работать на Карла Маркса». Ситуация оказывалась почти невыносимой: из-за недостатка жилплощади Аделаида и Борис не смогли до ноября получить номера в гостинице-общежитии, а ежедневные поездки из Пулково в коммуналку на Карла Маркса изматывали, даже когда Андрея забрали в Киев Карпелюки. Судя по дневнику рабочего визита в Ленинград А. Н. Стругацкого, переезд состоялся 23 марта 1964 года, когда братья совместно работали над повестью «Хищные вещи века». Впрочем, литературную работу братья по-прежнему осуществляли у Александры Стругацкой в коммунальной квартире.

### Писатель (1964—1991)

#### Шестидесятые
Летом 1964 года Борис Стругацкий освоил новый вид активного отдыха, схема которого будет им практиковаться до начала XXI века. В архиве писателей сохранился маршрутный лист, заверенный Центральным клубом автотуристов профсоюзов Ленинграда и Ленинградской области. Автопробег по маршруту «Ленинград — Петрозаводск — Повенец — Ляскеля — Сортавала — Ленинград» состоялся на прокатном «Москвиче-403» 25 июля — 5 августа 1964 года в составе: Копылов А. Н. (командор), Свенцицкая Н. А., Стругацкая А. А. (обе — группа обеспечения), Стругацкий Б. Н. (штурман), Чистяков Ю. Н. (механик). В письме брату от 7 августа Борис Стругацкий резюмировал поездку следующим образом: «Вернулся несколько раньше срока по причине поломанной машины, не выдержавшей северных дорог. Съездили неплохо, хотя цели путешествия и не достигли — на телегах в этот Беломорск ездить, а не на современных легковых машинах». Одновременно соавторы переходят к новому формату совместной работы — в домах творчества, так как работать дома оказывалось совершенно невозможно: в Ленинграде неуклонно ухудшалось здоровье Александры Ивановны, в квартире Бориса Натановича было слишком тесно и не была ещё закуплена мебель. В марте 1965 года писатели впервые работали в Гаграх, где с 3 марта начали вести общий рабочий дневник, просуществовавший до 1991 года. Записи в нём делали по очереди и Аркадий, и Борис в порядке возникающих идей: «Впечатление дня или набросок плана, это могла быть отдельная фраза или несколько страниц текста, это могли быть имена персонажей, чужая цитата, шутка, наконец, просто рисунок или схема». Рабочий дневник хранился дома у Б. Стругацкого в Ленинграде и доставлялся в любое место, где соавторы работали.
В августе 1965 года Борис Стругацкий с Аделаидой и в компании А. Копылова, Н. Свенцицкой и Ю. Чистякова на прокатном «Москвиче-407» отправились в Одессу через Ровно, Львов, Ужгород, Кишинёв. Путешествие оказалось сложным из-за постоянных поломок машины: авария бензонасоса 12 августа была ликвидирована собственными силами, однако затем после серьёзного происшествия автомобиль был доставлен на комбинат бытового обслуживая в Коломые, где пришлось перебирать сцепление и ремонтировать приводной трос спидометра; замену этого последнего пришлось делать в Кишинёве. Добравшись до Одессы 17 августа, встали на длительный ремонт; директор Одесской обсерватории Б. В. Новопашенный разрешил раскинуть палаточный лагерь прямо на своей территории, для коллег из Ленинграда одесские учёные устроили экскурсию. В обратный путь отправились 24 августа через Киев и Гомель. Серьёзная авария двигателя произошла во Пскове, но было решено возвращаться в Ленинград со скоростью 40 км/час.

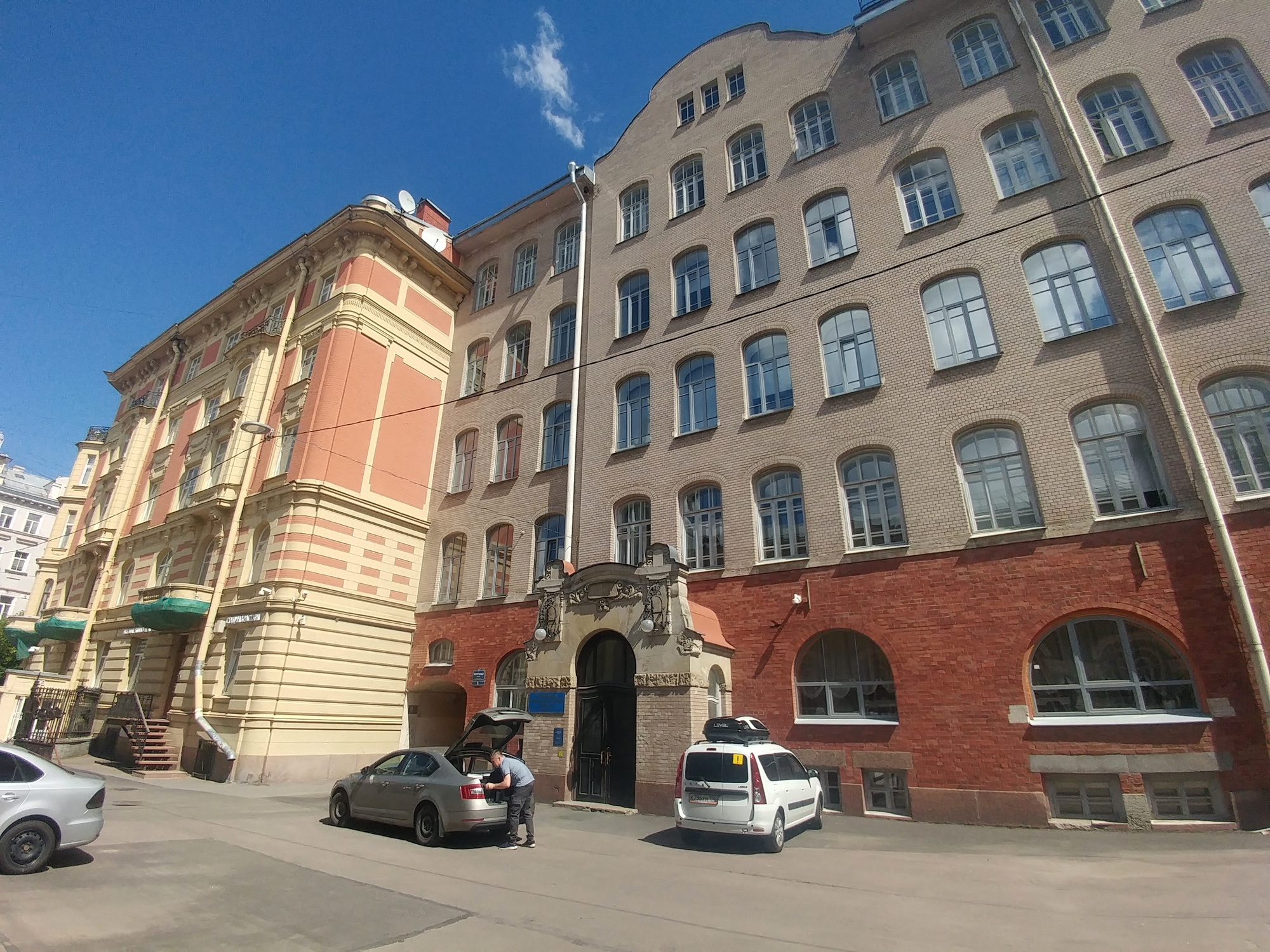
Вход в здание Анненшуле — физико-математического лицея № 239, прототипа обители вундеркиндов из «Гадких лебедей»

В конце 1965 года Борис Натанович выступал перед учащимися средних и старших классов физико-математического лицея № 239, впечатления от этой встречи легли в основу одной из глав будущей повести «Гадкие лебеди». Рабочих встреч с братом прошло две, в том числе впервые они совместно работали в комаровском доме творчества, где завершили «Улитку на склоне» и сразу же (20 декабря) набросали план «Второго нашествия марсиан».
В письме от 26 марта 1966 года Борис Стругацкий фактически представил литературный манифест. Младший Стругацкий прямо заявлял, что они «рвут последнюю пуповину» с классической фантастикой, так как отказываются отвлекаться на вымышленные («фальшивые») реалии. Метод классической фантастики соотносился с излюбленной формулой братьев «обыкновенный человек в необыкновенных обстоятельствах», требующей в фантастический мир поместить «человека нашего времени — наши глаза, нашу психику, наши знания». Однако этот приём неотделим от романтизма («исключительность происходящего, отстранённость от мяса, кала и эрекции, которые и создают реализм»), так как попавший в нереальный мир человек не может вести себя естественно («Он должен поражаться, а не совокупляться; стрелять, а не ковырять в носу; напряжённо разгадывать загадки, а не чесать яйца в рассуждении, куда бы это угрохать уйму времени»). Стругацкие оказались на распутье: их не устраивали персонажи-функции, служащие для некоторых сугубо сюжетных надобностей. «…Не может быть бэк-граунда у человека, который не может не поражаться всё время, не драться всё время, не разгадывать загадки всё время». Уэллс, оказавшись в подобной ситуации, отказался от фантастики, оставшись в русле реализма. Стругацкие осознали, что о будущем (пусть и конструируемом на сугубо научной основе) невозможно писать без романтизма. Именно в «Улитке на склоне» братья опробовали новый приём: герой является органической частью фантастического мира и при этом не является двигателем сюжета. В первой половине 1967 года Стругацкие порознь и совместно работали сразу над двумя замыслами: «Гадкими лебедями» и «Вторым нашествием…». При написании «Гадких лебедей» пригодились необычные имена персонажей (депутат парламента Росшепе́р Нант, философ Зурзмансо́р, мальчик-вундеркинд Бол-Куна́ц) — они были изобретены шестилетним сыном Бориса Стругацкого Андреем и использованы его отцом и дядей. По преданию, одним из прототипов главного героя этой повести — Виктора Банева — выступил Владимир Высоцкий, с которым в тот период общался Аркадий Стругацкий, а Борис виделся в буквальном смысле два раза во время гастролей Театра на Таганке.

#### Семидесятые
По мнению биографа Анта Скаландиса, начало 1970-х годов ознаменовано для Стругацких работой над программными произведениями, которые очень долго не удавалось опубликовать: повестью «Пикник на обочине» и романом «Град обреченный». Немало времени занимала у Бориса помощь жене в её научной работе; кроме того, она освоила программирование. В сентябре 1972 года состоялась первая зарубежная поездка писателя: Бориса Натановича пригласила в Польшу их с Аркадием постоянная переводчица Ирена Левандовская. Эта поездка, сравнительно скупо освещённая в источниках, имела деловой характер: помимо множества литературных знакомств, Б. Н. Стругацкий получил гонорары за разные издания Стругацких, на которые приобрёл дефицитные вещи и пополнил свою коллекцию марок, рассматривая её как вложение средств. После успешной поездки начались неприятности: 5 октября 1972 года скончался давний покровитель Стругацких, их собеседник и литературный оппонент И. А. Ефремов. В ноябре 1972 года «Гадкие лебеди» без ведома авторов вышли отдельной книгой в мюнхенском издательстве «Посев» и даже оказались представлены на Франкфуртской книжной ярмарке на одном стенде с книгами А. И. Солженицына, B. C. Гроссмана и Б. Окуджавы, что было доведено до сведения зампреда Госкомиздата Ю. С. Мелентьева. Авторам удалось опубликовать в «Литературной газете» (13 декабря 1972 года, № 50) открытое письмо с категорическим отмежеванием от «провокационной акции» и обличением «образца самого откровенного литературного гангстеризма».
В том же 1972 году при секции научно-фантастической, научно-популярной и научно-художественной литературы Ленинградского отделения Союза писателей СССР был основан семинар молодых писателей-фантастов, первым старостой которого стал Илья Варшавский. Основным инициатором создания писательского семинара явился критик-фантастовед Евгений Брандис, руководивший в то время секцией. Из-за тяжёлого заболевания И. Варшавского занятия с марта 1973 года стал проводить («на подмене») Борис Стругацкий; именно он и выстроил работу семинара, полноправным главой которого являлся с 1974 года. Первоначально фантаст с нежеланием отнёсся к предложению возглавить литературное объединение. 16 апреля 1974 года Борис Стругацкий писал брату Аркадию: «Я просто физически ощущаю, как тает моя квалификация с этими бесконечными платными и бесплатными рецензиями, с трепотнёй на семинаре молодых, вообще с трепотнёй…» Уже летом 1974 года в рабочем дневнике Стругацких содержится запись рукой Б. Н. Стругацкого о возможности разместить в журнале «Памир» рассказы А. Балабухи и «подборки семинара». В переписке и дневниковых записях 1975—1976 годов работа семинара упоминается в разных контекстах: на заседании 16 апреля побывал космонавт Георгий Гречко (обсуждался рассказ Бориса Штерна), однако рукописи чаще характеризуются негативно («читаю их, будто г… ем»). Как руководителя семинара молодых писателей Бориса Стругацкого в октябре 1975 года избрали в бюро секции научно-фантастической, научно-популярной и научно-художественной литературы Ленинградского отделения СП СССР.
22 апреля 1974 года был арестован давний друг Бориса Стругацкого Михаил Хейфец, которому инкриминировали статью 70 УК РСФСР (антисоветская агитация и пропаганда). Свидетелями по делу (о распространении Хейфецем собственной статьи «Иосиф Бродский и наше поколение» — предисловия к так называемому «марамзинскому собранию» сочинений Бродского) проходили и Борис Натанович, и Аделаида Андреевна. В рабочем дневнике Стругацких 25 июня 1974 года помечено лапидарным одностишием: «Б. был <в> ГБ». В дневнике Аркадия Стругацкого времени пребывания в комаровском доме творчества 11 сентября указано: «Пропало два дня из-за суда над Хейфецем», а далее отмечены слухи о «ленинградской писательской группировке», ходившие в Москве (23 сентября). Никаких последствий для писателей и лично Бориса Натановича это дело в итоге не имело. В то время Стругацкие работали сразу над тремя произведениями: сценарием и повестью «Парень из преисподней», повестью «За миллиард лет до конца света» и романом «Град обреченный».
В 1976 году подошла очередь Бориса Натановича на покупку автомобиля по госцене. Для приобретения первого собственного автомобиля — «Запорожец» — писатель продал коллекцию марок. В 1980-е годы Стругацкий последовательно сменил четыре машины марки «Жигули» — от «двойки» до «девятки», одну из которых в 1982 году лично перегонял из Москвы в Ленинград.
Вся вторая половина 1970-х годов оказалась для Бориса Стругацкого нелёгкой и в деловой, и в домашней жизни. Из-за общей ситуации с выпуском фантастики издательствами СССР было почти невозможно публиковать новые книги массовыми тиражами. Очень много сил в 1976 году заняло сотрудничество с Андреем Тарковским по фильму «Сталкер», для которого обоим братьям постоянно приходилось переписывать сценарий. В конце концов писатели и режиссёр окончательно поссорились. Перед VI съездом советских писателей (21—25 июня 1976) возникла скандальная история с письмом, в котором Стругацкие якобы угрожали эмигрировать на Запад, если не выйдет в свет их сборник «Неназначенные встречи». В 1976—1977 годах много хлопот доставил сын Андрей, который тяжело сдавал экзамены на аттестат зрелости («Очень нервное и вредное занятие») и провалился в августе на вступительных экзаменах на географический факультет ЛГУ. Далее очень сложным оказалось его трудоустройство лаборантом для наработки рабочего стажа, чтобы попытаться заново поступать на следующий год. В октябре 1976 года Александра Ивановна Стругацкая пережила микроинсульт. Мать братьев Стругацких была госпитализирована 6 сентября 1979 года и скончалась рано утром 18-го числа. Похороны прошли на Южном кладбище 20 сентября. Вопросами похорон, разбора имущества и реализации библиотеки пришлось заниматься Борису Натановичу. Скопившуюся коллекцию изданий с автографами и посвящениями матери Борис решил отдать Аркадию. В это время Аделаида Стругацкая по линии Академии наук находилась в командировке в ГДР, где сломала руку.

#### Восьмидесятые
В феврале 1980 года сын Бориса Натановича Андрей был отчислен со второго курса геофака ЛГУ на основе инициативы парторга и решения студенческой группы. Хлопоты через Союз писателей не привели ни к какому результату («хроническое состояние отчаяния, сопровождаемое опущением рук»). Андрей стал работать слесарем-сборщиком, сам Борис Натанович по советским правилам был вынужден работать на строительстве кооперативного гаража, где сильно простудился. Зарубежные гонорары чеками Внешпосылторга позволили Борису Натановичу приобрести «ВАЗ-21011». История с сыном имела продолжение на уровне Союза писателей, Аркадию младший брат сообщал, что намеревался подать в отставку с поста руководителя семинара фантастов. Это не понадобилось, но в сентябре 1980 года в связи с перевыборами правления Б. Стругацкий получил «настоятельную просьбу» не проводить заседаний до 23 октября и не занимался семинаром до конца года. Запланированные заседания проводил Е. Брандис.
28 декабря 1980 года Аделаида Стругацкая, выходя из машины, неудачно упала, получив двойной перелом со смещением и вывихом. В январе 1981 года Аделаиде Андреевне было сделано две операции. 6 февраля Борис Натанович был госпитализирован с инфарктом, реабилитация после которого шла до конца апреля. В июне Аделаида Андреевна попыталась вывезти Бориса Натановича на съёмную дачу в Сестрорецк, однако в конечном итоге семьи Стругацких и Копыловых совершили автомобильное путешествие до Таллина и обратно. Далее ежегодно эта компания совершала длительные — до двух-трёх тысяч километров — поездки, маршруты которых постоянно варьировались. Географический охват был следующим: Эстония, Латвия, Литва, Псковщина, Ленинградская область, Карелия, Белоруссия, Украина, Крым, Калининградская область.
Совместная работа братьев Стругацких продолжалась, но значительно хуже документирована: 15 августа 1984 года датировано последнее письмо в обширной переписке Аркадия и Бориса Натановичей. Междугородная телефонная связь стала автоматизированной, а материальное положение соавторов, у которых начали массовыми тиражами выходить книги (пусть и в провинциальных издательствах) позволяло вести многочасовые переговоры по обычной для них схеме. В этом же году братья завершили рукопись повести «Волны гасят ветер».
Летом 1987 года через Союз писателей на имя Аркадия и Бориса Стругацких пришло приглашение от оргкомитета 45-го международного фестиваля фантастов Worldcon-87, проводимого в Брайтоне. Стругацкие вылетели 24 августа из Москвы, стоимость билета в оба конца (указанная Борисом Натановичем) составила 1114 рублей. После прибытия на фестиваль Борис Стругацкий фиксировал в дневнике, что почти не понимает сказанного, тогда как «Арк треплется очень бодро». В Англии писатели познакомились со своими европейскими коллегами Брайаном Олдиссом и Гарри Гаррисоном. Получив премию «За независимость мысли», авторы вернулись на родину 2 сентября.
К началу 1991 года совместная работа братьев стала невозможной. Последняя встреча Аркадия и Бориса Стругацких состоялась в Москве 16—19 января 1991 года и завершилась тяжёлой ссорой, возможно, связанной с заболеванием старшего из братьев. В дневнике А. Н. Стругацкого под 20 января 1991 года записано следующее: «Устал от Бориса. Такое впечатление, что приезжает он отожраться мясом и смотреть видик и ТВ. Под конец подрассорились. <…> Я от злости зашёлся. Не могу я больше с ним дела иметь. Болею от него. Планирует он во второй половине февраля заявиться, а я не пущу. <…> вас, Б. Н., мне здоровье дороже. После отъезда его у меня аж что-то вроде истерики случилось…» Кончина Аркадия Стругацкого зафиксирована Борисом Натановичем в их общем рабочем дневнике 13 октября 1991 года (старший брат ушёл из жизни накануне) с пометой «Писателя „бр<атья> Стругацкие“ больше нет». Далее следует комментарий, написанный в третьем лице:

Б. говорил с ним последний раз где-то в начале сентября… А. говорил словно бы нехотя, он будто ждал, когда Б. наконец кончит задавать вопросы и отстанет.
 Финишная прямая. А. вышел на неё весной 1991 года. А Б.? Сегодня? 
Не знаю. Финишная прямая — это когда потерян интерес к жизни.

### Последние годы (1992—2012)

#### Девяностые

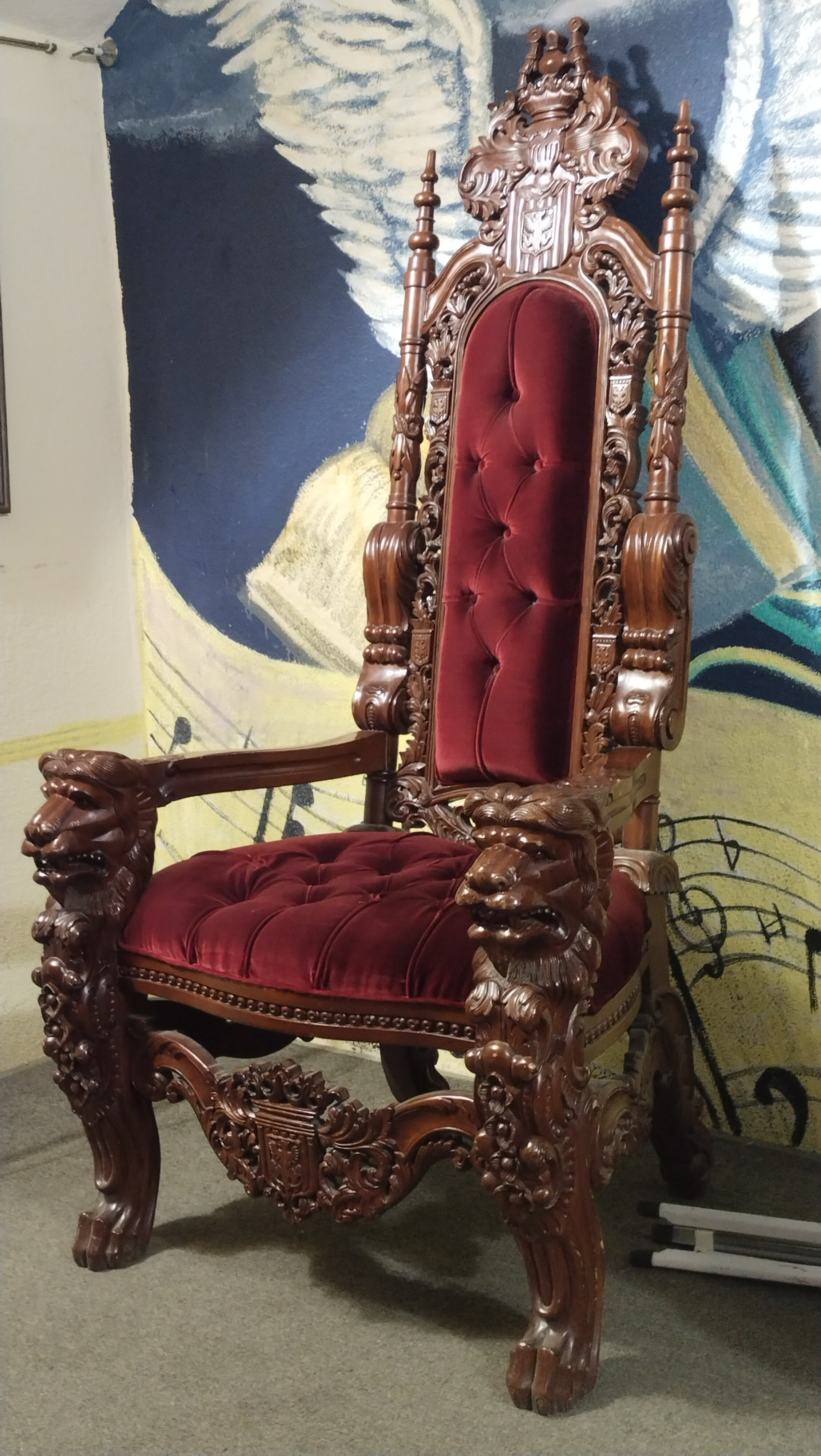
Кресло-трон Бориса Стругацкого в Центре современной литературы и книги на Васильевском

После похорон А. Н. Стругацкого (прощание перед кремацией состоялось 16 октября 1991 года на Донском кладбище) Борис Натанович ни разу не приезжал в Москву, где не имел друзей и постоянного круга общения. Не приехал он и на церемонию развеивания праха Аркадия Стругацкого с вертолёта, состоявшуюся 5 декабря 1991 года, и получил лишь протокол № 1 от организаторов. Несмотря на политические перипетии после распада СССР, в дневниках летних автомобильных поездок Бориса и Аделаиды Стругацких в Прибалтику в 1992 и 1993 годы не содержится описаний никаких происшествий. Однако в 1994—1996 годах традиционные автомобильные поездки осуществлялись в Беларусь. По инерции собирался и семинар в Доме писателей на улице Шпалерной, однако в ночь с 16 на 17 ноября 1993 года произошёл сильнейший пожар и всё прервалось на четыре года. Лишь в 1997 году писатель Дмитрий Каралис учредил Центр современной литературы и книги (набережная Макарова). К переоткрытию семинара в 1997 года издатель Николай Ютанов подарил Стругацкому кресло-трон из малазийского красного дерева, который можно видеть на фотографии.
Во время экономического кризиса первой половины 1990-х годов основным источником существования Б. Н. Стругацкого, судя по дневниковым записям, являлись гонорары за публикации в Германии, Румынии, Словакии, которые писатель требовал выплачивать в свободно конвертируемой валюте. В дневнике 15 мая 1995 года с саркастическим комментарием («смех и грех») записана новость о подаче Союзом писателей Санкт-Петербурга кандидатуры Стругацких или одного Б. Н. Стругацкого на Нобелевскую премию по литературе. В 1996 году в записях фиксируются переговоры с кинофирмами США о продаже прав на экранизацию произведений Стругацких, а также содержатся сведения, что состояние книжного рынка в России благоприятствует выпуску новых собраний сочинений. Николай Ютанов убедил Бориса Натановича согласиться на составление серии «Миры братьев Стругацких», договор на первый том был подписан 17 апреля 1996 года. Упоминается и общение с С. Кургиняном, который в собственном «Театре на досках» предпринимал ряд постановок «Обитаемого острова» в разных форматах и с разным актёрским составом. 17 декабря 1997 года с А. Ворониным и Н. Ютановым был подписан договор на издание нового собрания сочинений, по которому для доработки обрамляющего комментария давался год. В условиях дефолта 1998 года и вынужденной остановки издательских проектов выживание обеспечили гонорары от бостонского журнала «Контрапункт», в котором увидели свет избранные комментарии Б. Стругацкого к истории создания их с братом произведений. В дневнике от 14 января 1999 года зафиксирован телефонный звонок от А. Германа, который «раздобыл 3,5 млн баксов (через замминфина Кудрина…) и теперь готов снимать ТББ». Традиционные летние выезды в 2000 году впервые прошли в Финляндии (Ристина, Мянтухарью).
Осенью 1992 года произошло знакомство с Б. Вишневским, тогда — председателем совета народных депутатов Московского района, в 1993 году проведшим празднование 60-летнего юбилея Б. Н. Стругацкого под предлогом получения удостоверения жителя блокадного Ленинграда. Знакомства в кругах политиков обеспечили писателя материалом для завершающей части романа «Поиск предназначения». Именно Б. Вишневский взял в 1990-е годы значительную часть интервью с писателем, где Борис Натанович высказывал свои политические взгляды, становившиеся всё более и более либеральными. После 2000 года Борис Стругацкий обратился к интенсивной публицистической деятельности, давая огромное количество интервью и других материалов в разные СМИ, в том числе электронные. С 1998 года стартовало офлайн-интервью на сайте «Русская фантастика», в котором Борис Стругацкий последовательно излагал свои взгляды не только на разные аспекты их с Аркадием Стругацким произведений, но и на самые разнообразные мировоззренческие вопросы. Интервью велось от 13 июня 1998 года до 4 ноября 2012 года, за этот период было дано 8620 ответов.

#### Двухтысячные
В 2000-е годы Б. Н. Стругацкий сохранял высокую творческую и деловую активность. В дневнике за 2001—2003 годы отмечены активные переговоры со спонсором — РАО «ЕЭС» — о финансировании издания журнала «Полдень, XXI век» (соглашение отправлено 14 февраля 2002 года). 13 мая был закончен черновик романа «Бессильные мира сего», не понравившегося жене писателя Аделаиде (окончание работы помечено 4 октября 2002 года). В июле того же года немецкое издательство Insel Verlag предложило условия договора для издания в Германии. Тогда же А. Воронин представил проект продолжения «Миров братьев Стругацких» в формате покетбуков, интерес к новому роману проявили крупнейшие издательства: «Вече», «Олма», «Амфора», «Вагриус», договоры с которыми об издании романа последовали в первой половине 2003 года (а также с «АСТ» в серии «Миры братьев Стругацких» в твёрдом переплёте). 31 июля 2003 года Б. Н. Стругацкий дал разрешение Константину Лопушанскому написать сценарий фильма по повести «Гадкие лебеди». Договор на экранизацию последовал 7 сентября 2004 года. Отпускные сезоны 2001—2004 годов традиционно проходили в Финляндии, к тому времени главным водителем в семье стала Аделаида Стругацкая, владевшая «Тойотой-Королла». В дневнике поездок за 2006 год (оказавшемся последним) написано, что «собралась инвалидная команда»: водить машину осталась в состоянии лишь Аделаида Андреевна.
С 2003 года стартовало регулярное издание журнала фантастики «Полдень, XXI век», в котором как главному редактору Б. Н. Стругацкому полагалась зарплата, и получение её скрупулёзно отмечалось в дневнике. Из-за нежелания самого Бориса Натановича отмечать своё 70-летие юбиляра увенчали лавровым венком и вручили ему подарки на плановом заседании литературного семинара. Борис Вишневский приурочил к 15 апреля 2003 года издание книги «Двойная звезда». Здесь произошла анекдотическая история: типография не успевала выпустить тираж, поэтому в выходных данных сигнала, предназначенного для юбиляра, указали «1 экземпляр». Это указание осталось во всех напечатанных книгах, так как в типографии не заменили полосу набора. В 2008 году началась работа над полным собранием сочинений Стругацких, которое первоначально проектировалось в тридцати томах. В 2010 году права на бумажную версию полного собрания сочинений запросил А. Б. Сидорович, однако на тот момент эксклюзивные права принадлежали «АСТ», и Сидорович начал выпуск бумажной версии лишь в 2017 году. Главным представителем Б. Н. Стругацкого по передаче и продаже авторских прав являлся в тот период Антон Молчанов, выпустивший в 2008 году книгу «Братья Стругацкие».

#### Кончина
В 2001 году Борису Стругацкому удалили почку. После 2006 года последовало резкое ухудшение здоровья писателя: в сентябре его увезли на «скорой помощи» в тяжёлом состоянии (инфаркт миокарда и отёк лёгкого). Весной 2009 года Борис Натанович также подвергался длительной госпитализации. По состоянию здоровья он даже не смог проголосовать на выборах в Государственную думу в 2011 году. Последняя дневниковая запись датирована 7 июля 2012 года. Борис Натанович Стругацкий скончался 19 ноября 2012 года в Санкт-Петербурге в центре сердца, крови и эндокринологии имени В. И. Алмазова на 80-м году жизни от последствий длительного заболевания лимфомой и перенесённой пневмонии. Это произошло ровно в день 55-й годовщины их с Аделаидой Андреевной свадьбы. Перед смертью Борис Натанович находился в плохом состоянии и практически не разговаривал. На кончину писателя немедленно откликнулись премьер-министр Дмитрий Медведев и министр культуры Владимир Мединский. Аделаида Стругацкая в тот же день 19 ноября попала в больницу с сердечным приступом и, по словам Бориса Вишневского, «уже не могла дальше бороться». Она скончалась в ночь на 20 декабря 2013 года, пережив мужа на год, один месяц и один день. В соответствии с завещанием писателя его тело было кремировано, Аделаида Стругацкая запретила развеивать его прах до собственной кончины. 5 апреля 2014 года перемешанный пепел от тел Бориса Натановича и его супруги был развеян над Пулковскими высотами.
Наследником и правообладателем произведений отца стал Андрей Борисович Стругацкий, который занимался в то время книжной торговлей. В 2012 году он стал председателем Фонда братьев Стругацких. В мае 2014 года А. Б. Стругацкий вместе с Марией Аркадьевной Стругацкой удалили с официальной страницы братьев Стругацких на сайте «Русская фантастика» электронные книги, находившиеся ранее в свободном доступе. Данное решение вызвало крайне негативную реакцию стругацковского фэндома и не принесло ожидаемого экономического эффекта, поэтому в марте 2017 года тексты электронных книг были возвращены. По словам родственников, Борис Стругацкий не оставил каких-либо распоряжений, касающихся доступа к своим книгам в интернете. Там не менее в 2008 году он подписал открытое письмо президенту России в защиту авторских прав писателей на электронные копии своих произведений. В 2019 году А. Б. Стругацкий закрыл свой книжный магазин и в 2022 году переехал на постоянное жительство в Израиль. К 2024 году он покинул и должность председателя Фонда братьев Стругацких.

## Эволюция мировоззрения

### Общие положения
Несмотря на небольшую разницу в возрасте между Аркадием и Борисом Стругацкими, они принадлежали к разным поколениям, и совершенно разными были обстоятельства формирования личности обоих братьев и их общественно-политических и эстетических взглядов. Время формирования личности Бориса Стругацкого пришлось на войну, блокаду и эвакуацию, что предопределило негативные воспоминания о годах детства и юности и скептическое отношение к стране и политическому строю. Биограф Ант Скаландис, лично знавший обоих Стругацких и многих людей из их ближайшего окружения, обозначал примерно десять черт сходства и двадцать различий обоих братьев. Оба являлись интеллектуалами, разделявшими единую шкалу морально-нравственных и социально-философских смыслов, интересовались философией, изучая труды классиков марксизма-ленинизма не только по служебным или учебным обязанностям. Оба ценили русскую классическую литературу, указывая, что учились писать у Н. В. Гоголя, Л. Н. Толстого и А. Н. Толстого. Оба брата ценили юмор и умели шутить, были закоренелыми горожанами (хотя и любившими на отдыхе выбираться к воде — неважно, реке или морю). При этом и Аркадий, и Борис Натановичи были равнодушны к музыке и театру, живописи и религии. У братьев были взаимно непересекающиеся круги общения, вдобавок Борис Натанович, будучи интровертом по натуре, никогда «без надобности не расширял круга общения», являлся однолюбом и образцовым семьянином. Борис Натанович так и не изучил ни одного иностранного языка в совершенстве, хотя в университетские и аспирантские годы свободно читал научные тексты по-английски и пытался переводить западную фантастику, не слишком удачно изучал французский язык и владел немецким языком в объёме, позволяющем читать филателистическую литературу. Однако именно Б. Стругацкий увлёкся в 1950-е годы японской поэзией, к которой его старший брат, владевший языком, был равнодушен.
В молодости Борис Стругацкий увлекался джазом и по переписке получал выволочки старшего брата за пересказы сведений из идеологически вредных СМИ («Голос Америки»). По воспоминаниям и сохранившейся переписке, Борис после консультаций с Аркадием и уяснения его позиции обычно признавал правоту старшего брата. Политические взгляды его и в позднесталинскую, и в «оттепельную» эпохи были относительно аморфными на фоне тяги к запрещённой культуре, в том числе литературе и СМИ. На сдаче кандидатского минимума по истории партии в 1955 году произошла анекдотическая история, когда Борис не смог назвать имени первого секретаря ЦК КПСС. По-видимому, Борис Стругацкий был «романтически» настроен по отношению к советскому проекту и совершенно серьёзно отказался от членства в Коммунистической партии, считая себя недостойным такой чести. XX съезд КПСС произвёл на Бориса Стругацкого травмирующее действие. В переписке с братом и в позднейших интервью события 1956 года Борис Натанович именовал «странными», когда впервые пошатнулась вера в то, что руководство страны идёт правильным путём и разделяет те ценности, которые официально провозглашает. Эти негативные проявления более чем на десятилетие были приглушены успехами советской космической программы и «Программой строительства коммунизма». Не менее травмирующими оказалась выставка в Манеже 1962 года и Пражская весна, когда Стругацкие осознали, что «прорыва в будущее» не будет, но одновременно невозможным оказывался и переход на позиции антикоммунистической и буржуазной идеологии. Период идеологического вакуума растянулся на долгие десятилетия.

### Путь к идеологическому вакууму
Согласно политологу Ю. Черняховской, особенности идеологического кризиса Стругацких и лично Бориса Натановича были таковы. Во-первых, Борис Стругацкий не отказывался от идеи коммунизма как конечной точки развития человечества. Во-вторых, сохранение прежней ценностно-мировоззренческой доминанты вело ко всё более критическому отношению к власти как уводящей развитие в сторону. Состояние социалистического общества СССР 1970-х годов и позднее не считалось авторами естественным, ибо оно не позволяло разработать средства достижения декларируемых целей развития общества. Во-вторых, разработанная на рубеже 1950—1960-х годов утопия Стругацких (Мир Полудня) основывалась на представлении о возможности прорыва в мир будущего благодаря лучшим из современников. Предположение, что в ближайшем будущем задачу решить не удастся, означает не просто ошибку в предсказании сроков, а возможную ошибку в исходной оценке человека как субъекта политики. В-третьих, сомнение в реализуемости цели развития общества вступало в противоречие с базовой идеей Стругацких, что человек, имеющий достойную цель, всегда окажется сильнее имеющего средства, но не имеющего цели. Изначальное разочарование во власти, не способной построить коммунизм, с 1980-х годов дополнилось разочарованием в интеллигенции, в способностях «массового научного сотрудника» стать основой нового общества. Политологический анализ корпуса произведений А. и Б. Стругацких позволил выяснить, что даже в XXI веке Борис Стругацкий не отказывался от идеи, что описанный ими Мир Полудня — действительный идеал развития человечества, который при этом не является «концом истории». Коммунизм определяется прежде всего как мир свободного труда, имеющий собственные проблемы возвышения и развития. Отказ от движения к коммунизму равносилен отказу от общественного прогресса, который неизбежно приведёт к миру потребления и духовной деградации либо «идеологического вакуума», а в конечном счёте — смерти общества и всего человечества. Прогресс Стругацкие рассматривали в соответствии с доктриной исторического материализма и научного коммунизма как необходимый и неизбежный процесс, однако имеющий свои издержки, в частности моральные. Прогресс находится вне моральных оценок, и непонимание этого может привести к фатальным последствиям. Издержками прогресса является неравномерность времени наступления островков Светлого Будущего, а также то, что значительная часть человечества не годится для коммунизма и не достигнет этой стадии развития. Это происходит из-за слабости и противоречивости человеческой природы.
Согласно Б. Межуеву, примерно в 1962—1965 годах Аркадий и Борис Стругацкие активно переосмысливали основы коммунистической утопии и кардинально изменили свои представления о будущем. Важнейшими концептами стали необратимый раскол человечества на общую массу и элиту, причём последняя будет обладать способностями и умениями, которые в современной мифологии доступны лишь магам и волшебникам. Подавляющему большинству обычных людей в светлом будущем в принципе нет и не будет места. В дальнейшем Стругацкие разуверились в созидательных возможностях сверхсуществ и возможности исполнения ими функции «стражей», преобразующих мир.

### В новой России
По свидетельству Б. Вишневского, в 1990-е годы Б. Стругацкий «при любых коллизиях неизменно вставал по эту сторону баррикады. При этом никаким путём его нельзя было разубедить в том, что Егор Гайдар всё делал правильно, а Борис Ельцин был сторонником демократии и защитником свободы слова». Этой позиции не изменили ни война в Чечне, ни президентские выборы 1996 года. Приход к власти Владимира Путина Борис Стругацкий встретил со сдержанным оптимизмом, называя нового президента «идеальным образом царя, которым его видит средний человек». На президентских выборах 2000 года писатель голосовал за Григория Явлинского. Со временем Б. Н. Стругацкий стал усматривать в государственной политике России «возвращение к тоталитаризму» (используя и более экспрессивные выражения), считая, что укрепление вертикали власти действует «на независимость СМИ (а значит, и на степень демократизации страны) самым разрушительным образом». Крайне негативно Стругацкий воспринял дело Михаила Ходорковского, равным образом трактовал судебный вердикт в отношении группы Pussy Riot как «запуск аппарата взаимонепонимания».
Политолог Юлия Черняховская, рассматривая политические взгляды Стругацких и лично Бориса Стругацкого, отмечала, что политическое сознание братьев-соавторов двигалось от «оттепельного» оптимизма к «сумрачным произведениям» перестроечной эпохи. Однако базовый набор идеалов и представлений при этом оставался неизменным, что подтверждается и материалами интервью, данных Б. Н. Стругацким в 1990—2000-е годы:
1. Коммунизм остаётся недосягаемым идеалом мира свободного труда, мечта о котором вечна.
2. Отказ от прогресса означает смерть общества, при этом прогресс рассматривается как объективный процесс, лежащий вне сферы морали. «Тот, кто этого не поймёт, отстанет от истории и обречён».
3. Власть, располагающая самими мощными средствами принуждения, бессильна в исторической перспективе, если она не ведо́ма стратегическими целями. Но и власть, верная великим целям, однако боящаяся омрачить их негодными средствами, обрекает свои цели на гибель.
4. Ключевым условием общественного развития и прогресса является свобода, включающая три компонента: заниматься любимым трудом, заниматься им свободно (свобода творчества), быть свободным в занятии им и от этого получать самое большое удовольствие в жизни[211].

Предложить действенную альтернативу существующему строю Б. Н. Стругацкий к 2000-м годам уже был не в состоянии, ограничиваясь констатацией, что оба метода построения идеального общества (социалистический и технократический) оказались полностью дискредитированы в общественном сознании. Эмоционально ему ближе оказывался общественный идеал либерального характера, который сами Стругацкие моделировали ещё в 1960-е годы в романе «Хищные вещи века». Однако всё яснее высказывалась мысль, что общественный идеал недостижим, по-видимому, в силу биологического несовершенства человеческой природы. Примерно так же характеризовал взгляды Стругацкого немецкий переводчик Эрик Симон:

Достойно внимания, например, мнение Бориса Стругацкого, высказанное им в самом первом, 1992 года, интервью и многократно повторённое позже, о том, что созданный ими в «ХВВ» мир материального достатка при одновременном разложении морали и традиционных ценностей — это достаточно неплохое будущее, на которое по крайней мере «богатая шестая часть» человечества могла бы питать вполне реальные надежды — общество, которое все-таки никому не препятствует быть настолько благородной, высокоморальной и творческой личностью, как ему того хочется.

В остальном же Борис Стругацкий стоит на достаточно определённых демократических позициях… Его прогнозы для России склоняются в сторону возобновления экономических связей с Западом и относительно приличного уровня жизни, если, конечно, откат в сторону тоталитаризма не отложит это развитие на более далёкое будущее.

## Творчество

### Стругацкие: от пятидесятых к восьмидесятым

#### Техника работы вдвоём
Философ Борис Межуев в авторском дуэте Стругацких интеллектуальным лидером признавал Бориса Натановича, что особенно проявлялось со второй половины 1960-х годов: «Один из братьев-соавторов мог по инерции продолжать рваться к звёздам, а другой — всё в большей и большей степени тянул их творческий дуэт к земле (впрочем, и к Земле тоже)». Так, на Аркадия Натановича огромное воздействие оказал роман «Мастер и Маргарита», и старший из братьев явно проводил линию литературного соперничества с М. А. Булгаковым. В то же время Б. Межуев утверждал, что Борис Стругацкий испытывал глубокий экзистенциальный надлом, откуда проистекал «налёт „мизантропии“, который очень уловим у „зрелых“ Стругацких», что, по-видимому, являлось свидетельством всё увеличивающейся роли младшего брата в их творческом тандеме. Биографы Стругацких — Д. Володихин и Г. Прашкевич, а также Ант Скаландис — отмечали, что круг общения Аркадия и Бориса Стругацких в Москве и Ленинграде-Петербурге не пересекался и что в обоих литературных столицах формировался миф «об одном главном Стругацком и втором в качестве бесплатного приложения». В Москве «возвеличивали» старшего из братьев, «настоящего писателя, — а младшего называют просто учёным-астрономом, который Аркадия всю жизнь консультировал по техническим вопросам и по-родственному набился в соавторы». В Северной столице, напротив, считали Бориса «Ломоносовым наших дней», называя Аркадия «обычным московским пьяницей и балагуром, солдафоном… совершенно не способным к длительной и постоянной работе». Подобного рода мифы генерировали в том числе довольно близкие друзья обоих братьев.
Принципиальной особенностью творчества братьев Стругацких является его коллективный характер в условиях, когда персональные и общественно-политические доминанты личностей братьев-соавторов формировались независимым друг от друга образом. В творческом тандеме Аркадий Натанович и Борис Натанович со временем менялись ролями. По свидетельству младшего из братьев, в десятилетие 1955—1965 годов старший — Аркадий — «был… напорист, невероятно трудоспособен и трудолюбив и никакой на свете работы не боялся. Наверное, после армии этот штатский мир казался ему вместилищем неограниченных свобод и невероятных возможностей». Отмечается, что спустя двадцать лет главенство (в плане сюжетных и издательских инициатив) явно перешло к Борису Стругацкому. К началу 1991 года наступил надлом, когда, по выражению А. Скаландиса, «соединять то, что они придумывали и писали теперь, стало окончательно невозможно». При этом последняя повесть А. Стругацкого (С. Ярославцева) «Дьявол среди людей» и первый роман Б. Стругацкого (С. Витицкого) «Поиск предназначения» имели общую сюжетную составляющую.
Сотворчество двух братьев, которые жили и работали в разных городах, выделяло Стругацких с точки зрения литературной техники. Её разработка затянулась более чем на десятилетие и окончательно оформилась к 1960 году. Долгое время инициатором проектов творческого тандема был Аркадий Натанович, который во время службы в армии (в Сибири, на Камчатке и на Дальнем Востоке) пробовал себя в написании рассказов и повестей, тогда как Борис Натанович выступал в качестве первого читателя, рецензента и консультанта по «техническим вопросам». Во второй половине 1950-х годов, когда Аркадий Стругацкий демобилизовался и работал редактором в разных издательствах Москвы, братья не оставили идеи совместного творчества. Сначала соавторы писали независимо, пересылая друг другу готовые главы, фрагменты и части. Эта техника воспринималась самими Стругацкими как «ущербная» ещё в переписке 1956 года. В дальнейшем Борис Натанович нередко выступал как «генератор идей», которые воплощал в тексте Аркадий, однако старший из братьев настаивал, что писать надо вместе: «Фирма „АБС“ должна действовать единым фронтом».
В 1958 году соавторы опробовали и отвергли концепцию «ступенчатого редактирования», когда Аркадий посылал Борису главы по мере готовности и после редактирования получал их обратно. В это же время братья пытались экспериментировать в разных жанрах и формах: старший — в романной, младший писал рассказы. Иногда они менялись ролями. К 1955 году относился рассказ «Песчаная горячка», написанный экспромтом, как буриме, без всякого предварительного плана, однако в итоге получилась цельная вещь. Помимо работы с текстом, много хлопот доставляло общение с редакциями журналов и руководством издательств, ведение текущей переписки и деловых встреч, что вызывало конфликты из-за распределения обязанностей ещё в 1960-е годы, когда братья активно публиковались и стали востребованными писателями. Окончательно метод работы в соавторстве оформился или ко времени завершения «Страны багровых туч», или при написании повести «Путь на Амальтею» в 1959 году. В ретроспективном «Комментарии к пройденному» Б. Н. Стругацкий утверждал, что соавторы, перепробовав все мыслимые схемы и варианты работы вдвоём, методом проб и ошибок создали окончательную технику, которой придерживались до самого конца их творческого тандема.
Относительно коротким рабочим встречам (сначала на дому у соавторов, после вступления их в Союз писателей — в домах творчества) предшествовала длительная подготовка материала. Работа начиналась только после предварительной разработки плана произведения, иногда доходящей до мелочей (включая расстановку мизансцен или даже ключевых фраз). Процесс письма, по выражению Б. Н. Стругацкого, представлял собой «наращивание мяса на скелет»: текст был результатом непрерывного диалога, обсуждения в буквальном смысле каждого слова и фразы. Дальнейшая работа с текстом, связанная с прохождением редактуры и цензуры, также носила интенсивный характер, хотя Б. Стругацкий оценивал её чаще всего негативно. Однако, по оценке А. В. Снигирёва, опубликованные черновые и подготовительные материалы позволяют заключить, что предложения редакторов и цензоров делали тексты значительно более качественными и с художественной, и с идейной точки зрения, способствовали более точной работе над каждым словом и всем содержанием текста. По А. В. Снигирёву, тексты Стругацких, носящие «внутренний» характер или не предназначенные для печати, наглядно демонстрируют определённую «слабость» по сравнению с опубликованными.

#### Тематика и стилистика
Литературовед Марк Амусин утверждал, что Стругацких не интересовала фантастика ради самой фантастики, но в то же время фантастическое допущение в произведениях писателей не было утилитарным, используемым лишь во внешних целях. Все их повести и рассказы связаны с реальным миром, удовлетворяют тем же критериям точности и непротиворечивости, что и мейнстримная проза, более того, фантастические посылки (в терминологии М. Амусина) «скупы» и никогда не исполняют роль реквизита. Единственное исключение здесь — «Понедельник начинается в субботу», где «аляповатая избыточность» является элементом эстетической игры. Согласно Амусину, корпус сочинений Стругацких можно свести к четырём жанрово-тематическим группам:
1. Фантастический эпос (космическая трилогия, «Полдень, XXII век» и «Трудно быть богом», другие произведения о контакте).
2. Антиутопии и романы-предупреждения («Хищные вещи века», «Гадкие лебеди», «Пикник на обочине»).
3. Фантастическая сатира и аллегория («Град обреченный», «Второе нашествие марсиан», «Улитка на склоне», «Сказка о Тройке»).
4. Сказочная фантастика («Понедельник начинается в субботу», «Хромая судьба», «Отягощённые злом»).

В событийном отношении произведения, начиная от «Страны багровых туч», образуют единую историю будущего, охватывающего события от конца XX до завершения XXII века. Пространственная структура этого мира относительно несложна, объединяет сферы уже познанных и ещё не познанных землянами миров освоенного космоса; в ранних произведениях, написанных до 1962 года, преобладают экспансионистские мотивы. Главные действующие лица здесь — космопроходцы: пилоты, десантники, затем прогрессоры. В произведениях 1980-х годов мотивы сменяются: озабоченность землян вызывают возможные воздействия на их собственную планету обитателей иных миров. Инопланетяне Стругацких интересовали мало. В пространственно-временном отношении фантастическая вселенная Стругацких проста и чётко структурирована: дела Земли отделены от инопланетных. Присутствует и тема парадокса времени, но она решается во внекосмическом аспекте, прежде всего в «Попытке к бегству» (Саул Репнин — беглец из XX века) и — в более завуалированной форме — в «Гадких лебедях» (мокрецы — пришельцы из ужасного будущего, исчезнувшие вместе с ним после изменения реальности). Мало интересовала Стругацких проблема искусственного интеллекта и роботехники, представленных эпизодическими упоминаниями.
По мнению М. Амусина, Стругацкие — в первую очередь мастера сюжета, способные увлекательно и изящно выстраивать событийный ряд, «поддерживать и повышать градус читательского интереса». Это умение нарабатывалось соавторами на рубеже 1950—1960-х годов, далее Стругацкие учились исподволь разгонять и замедлять сюжет, применяемые ходы становились сложнее; «революцией» в сюжетопостроении явилась повесть «Хищные вещи века». Здесь были открыты возможности встраивания детективного сюжета в фантастическое повествование с применением хемингуэевских реминисценций. В этой технике сюжет строится на двойном умолчании, точной дозировке сообщаемой читателю информации, причём читатель понимает особенности изображаемой реальности ещё меньше, чем главный герой, который вынужден раскрывать череду загадок. Этот приём успешно применялся в «Гадких лебедях», «Обитаемом острове», «Отеле…», «Жуке в муравейнике». Детективная линия предполагает не только использование классического полицейского расследования, но и шире — познания некой потаённой сущности, раскрываемой герою через отрывочные и случайные проявления, лишь усугубляющие загадку. Отрывочность превращается в важнейший композиционный принцип: в «Жуке в муравейнике» базовый сюжет расследования, проводимого главным героем, дополняется отчётами о странствиях по мёртвой планете, образуя «роман в романе». Загадочность по ходу повествования становится многоконтурной и «многоэтажной». «Золотой жилой» Стругацких-сюжетников М. Амусин называл метод дополнения традиционной сюжетной цели (попадание в некую точку пространства или овладение неким объектом) важной для героев этической или интеллектуальной коллизией, требующей разрешения по ходу действия. Фабульная динамика в сочетании с обязанностью героя делать выбор подпитывают друг друга, помещая читателя в «мощное поле ожидания и сопереживания». Первые попытки такого совмещения были сделаны в «Попытке к бегству» и «Трудно быть богом», а затем использовались повсеместно, особенно эффектно — в «Пикнике на обочине» и «Жуке…». Для Стругацких зрелого периода также в высшей степени характерны открытые финалы.
Литературные герои ранних Стругацких строились трафаретно, были непсихологичными, индивидуальность зачастую была представлена какой-либо единичной чертой, и преодоление функциональности в построении образов было преодолено лишь фигурами Антона-Руматы и Ивана Жилина, с их внутренними диалогами и ярко выраженной интонацией. В «Гадких лебедях» фигура писателя Виктора Банева впервые становится фактором организации сюжета и самого повествования. Это достигается за счёт многообразия проявлений личности героя, поскольку Банев принимает участие во всех событиях и сюжетных поворотах, которые предстают читателю всецело через его личностное восприятие. В 1970-е годы Стругацкие последовательно психологизировали своих героев. Самым живым из героев М. Амусин признавал сталкера Рэда Шухарта («Пикник на обочине»), который предстаёт с самых разных ракурсов: от повествователя, с точки зрения приятеля Ричарда Нунана, от первого лица и в финальном внутреннем монологе. В повести зримо показаны возрастные изменения героя и эволюция его личности. По тому же принципу создан и Андрей Воронин «Града обреченного»; этот роман примечателен тем, что Стругацкие отошли от однофигурной психологической системы, дополнив её образом Изи Кацмана, который сопровождает Андрея на протяжении всего повествования.
Изначально в повестях Стругацких вообще не было женских персонажей, но постепенно братья-соавторы стали привносить в художественный мир Полудня традиционно приписываемые женщинам характерные черты (гуманность, терпение, поддержку, способность жить ради любви). Очень своеобразно трактовано соотношение «женское-мужское» в «Улитке на склоне», где все отношения в бюрократическом Управлении пропитаны сексуальными мотивами и даже занятие должности Директора зависит от благосклонности библиотекарши Алевтины. В Лесу господствуют амазонки, размножающиеся партеногенезом, которые повелевают биороботами и уничтожают технологическую цивилизацию посредством некоего «Одержания». Авторы никогда не показывали мотивы действия персонажей-женщин. Почти равную роль с мужчинами — Стасом или Комовым — играет в «Малыше» Майя Глумова, которая сорвала важный эксперимент своих сослуживцев, руководствуясь как эмоциями, так и этическим посылом. Согласно Б. Межуеву, в художественном мире Стругацких мужской мир связан с технологией и пафосом вселенской экспансии, ему противостоит женский мир: завершённый и самодостаточный, не предполагающий развития, эволюции. Высшее его воплощение — партеногенетическая биологическая цивилизация амазонок «Улитки». В повести «Малыш» функции матери, спасающей ребёнка, исполняет целая планета, проникнуть в тайны которой препятствует Майя Глумова. Именно женщины открывают герою истину о невозможности узнать всё о мире или выйти за его пределы (чтобы взглянуть на него со стороны и тем самым «завершить» своё знание о нём), даруя взамен понимание, что сами они, являясь при этом частью мира, могут совершенно бесследно из него исчезнуть.
Стругацкие последовательно считали себя русскими писателями, однако в силу еврейского происхождения их отца во многих произведениях заметны следы национальной рефлексии, а также размышлений о сущности еврейства и его роли в мировой истории. В романе «Отягощённые злом» и в пьесе «Жиды города Питера» содержится критика антисемитизма, при своей откровенности носящая публицистический характер. В произведениях Стругацких присутствует множество персонажей с еврейскими фамилиями, что, по мнению М. Амусина, было как данью памяти отцу, так и мягкой фрондой по отношению к официальному советскому тезису об отмирании наций при коммунизме. Рассматривая концепцию прогрессорства, М. Амусин усматривал в ней реализацию роли евреев во всемирно-историческом процессе. Прогрессоры — это духовно продвинутый авангард человечества, преобразующий косную действительность. В образе прогрессора сочетались черты «комиссара в пыльном шлеме» и учёного в лаборатории, ловящего сигналы Будущего. В известном смысле это перекликалось с концепцией «малого народа», выдвинутой И. Шафаревичем, что было подмечено критиками Стругацких из националистического лагеря. Однако не менее очевидно, что национальный вопрос Стругацкие всегда трактовали с общегуманистических позиций, не чувствуя необходимости «защищать честь еврейства». Специфически еврейская тема в их творчестве никогда не была сколько-нибудь самодостаточной. Это объясняется как их глобалистским художественным мышлением, так и шестидесятнической идеологической установкой. Еврейство в произведениях братьев Стругацких было метафорой и архетипической моделью представления универсальных проблем. Израильский культуролог Денис Соболев уточнял, что Стругацкие, не исключая из своего творчества «положение, самосознание и цели еврейской интеллигенции», никогда не делали её объектом идеализации и самолюбования на основе накопленного символического капитала виктимности.
Ярко выраженной чертой, присущей именно личностным склонностям Б. Стругацкого в творческом дуэте с братом, является тема филателии. Например, в повести «За миллиард лет до конца света» один из главных героев охотился за так называемым «консульским полтинником», которых в предвоенном СССР было доступно для коллекционирования предположительно не более пяти или восьми экземпляров.

### Самостоятельные произведения

#### С. Витицкий
В интервью, данном летом 1991 года критику-эмигранту и фотографу М. Лемхину, Борис Стругацкий предельно откровенно признался в тяжелейшем творческом кризисе, когда только «Аркадий Натанович сохранил какой-то интерес. Ему любопытно переносить свои выдумки на бумагу. Он что-то там пишет под псевдонимом, какие-то тексты беллетристические… А мне — нет… не интересно». После смерти брата в неопубликованном интервью Б. Н. Стругацкий прямо заявил, что совершенно не уверен, сможет ли писать в одиночку: «Трудно начинать новую жизнь в шестьдесят лет. Я буду пытаться». О возвращении к творческой активности в 1992 году писатель спустя пять лет сообщил: «Смысл жизни после смерти Аркадия Натановича казался утрачен. Я не представлял себе никакого другого достойного занятия, кроме писательства. Книгу надо было написать, чтобы доказать самому себе, что я жив… Вроде вполне утилитарная цель» (интервью с А. Измайловым). В самом финале жизни Борис Стругацкий примерно то же сообщал Геннадию Прашкевичу: «…Было ощущение присутствия на собственных поминках: не только писатель АБС прекратил существование своё, но и писатель БНС тоже. Это было крайне неприятное ощущение, и его следовало прекратить. Прекратить его можно было единственным способом: написать роман». Именно в процессе написания возникло сравнение, многократно повторяемое во многих статьях и интервью: «…Представьте, что много лет подряд вы с напарником пилите двуручной пилой огромное бревно; теперь напарник ушёл, вы остались в одиночестве, а бревно и пила никуда не делись, надо пилить дальше…».
С самого начала работа шла под псевдонимом, так как братья Стругацкие в своё время договорились, что «каждый из нас, если случится публиковать что-либо серьёзное в одиночку, будет делать это только под псевдонимом». Писатель избрал вариант С. Витицкий, объясняя логику построения следующим образом: когда братья-соавторы парой десятилетий раньше работали над переводом «Дня триффидов», Аркадий Стругацкий выбрал «С. Бережков», так как жил тогда на Бережковской набережной. «Совершенно аналогично БН, живший на улице Победы, не мудрствуя лукаво, при необходимости варьировал все свои псевдонимы, перебирая соответствующую цепочку: „Победа — Виктория — Виктор — Витя“». Библиограф Владимир Борисов обращал внимание, что все псевдонимы сопровождались не поясняемым инициалом «С» — по первой букве фамилии Стругацкий. С начала 1990-х годов Б. Н. Стругацкий перешёл на написание текстов на персональном компьютере, занимаясь в том числе редактированием прежних произведений для будущего собрания сочинений (некоторые варианты были использованы для «Миров братьев Стругацких»), с тех пор его произведения не имеют рукописной формы. Борис Стругацкий в многочисленных интервью подчёркивал, что изданные им в 1990—2000-е годы произведения написаны С. Витицким, а не Стругацкими. Аделаида Стругацкая утверждала, что, окончив второй роман, Борис Натанович более не собирался ничего писать.
Советский и израильский литературовед М. Ф. Амусин отмечал, что романы С. Витицкого естественным образом связаны с проблематикой и литературным развитием поздних Стругацких. В 1980-е годы писатели эстетически и содержательно влились в широкое культурное русло постмодернизма, с его открытостью самым разным духовным веяниям, изощрённостью формы и игровой установкой. Обычное для Стругацких «органичное сродство с почвой и воздухом эпохи» сохранилось и у Б. Стругацкого, позволив ему остаться «на стрежне» духовного потока. В романе «Бессильные мира сего» завершились тенденции, проявившиеся в «Жуке в муравейнике», «Хромой судьбе», «Отягощённых злом». «В центре повествования очередная версия Учителя… обладающего даром угадывать природные таланты людей», но также декларируется их абсолютное бессилие, по сути — ненужность. Все разменивают себя на пустяки, всех заела «проклятая свинья жизни», то есть инерция повседневных забот, привычек, мелких слабостей. Однако и Учитель явно «отмечен печатью иномирия, как и его жутковатый партнёр-оппонент, которого в романе именуют порой Ангелом Смерти». Ценностное пространство повествования выглядит строго однородным — в нём нет полюсов со знаками «плюс» и «минус». Если в последнем совместном романе братьев Стругацких «Отягощённые злом» объяснялось, что всякие попытки творить благо сопровождаются «недобрыми» побочными эффектами, то в произведении С. Витицкого вообще невозможно отличить добро от зла. Сакральное и инфернальное образуют метафизический горизонт произведения, в котором практически не остаётся надежды на реальное, посюстороннее изменение условий человеческого существования. В том же контексте писатель и критик В. Березин отмечал «инерционность» романов Витицкого, однако и черты своеобразия, ибо оба текста — и «Поиск предназначения», и «Бессильные мира сего» обладают сильным «петербургским акцентом» и образ этого города не менее важен для литературной конструкции, чем фантастическое допущение. «Оба романа построены на деформации судеб — в одном случае она происходит под действием неумолимой заинтересованности мироздания, а во втором — под грузом аномальных способностей управления и предсказания будущего». Все посылки идут от прежних произведений Стругацких, в том числе «Хищных вещей века», «Трудно быть богом» и «За миллиард лет до конца света», поэтому романы вызвали похвалы не только «близких по духу либералов», но и их противников, включая К. Крылова.

#### Бессилие сверхсуществ
Критик Роман Арбитман в связи с выходом романа «Бессильные мира сего» в финал Премии имени Аполлона Григорьева (Академия русской современной словесности) отмечал, что оценивание произведений С. Витицкого неизбежно сопряжено с двойственностью. С формальной точки зрения С. Витицкий — начинающий писатель, выступающий со второй оригинальной книгой. В то же время романы Витицкого невозможно рассматривать вне связи с предыдущим творчеством братьев Стругацких. Основой романа стало развитие и драматизация важнейшей для Стругацких темы взаимоотношений Учителя с учениками. Ученики, обладающие сверхспособностями, «изначально способные осчастливить человечество, увести его в алмазно-сапфировую даль, сами губят свой гений, разменивают его на мелочь». На одном из уровней прочтения данный сюжет, несомненно, стыкуется с самоиронией Бориса Стругацкого в отношении его литературного семинара. «Легко и приятно быть профи-педагогом в сияющем Мире Полдня. Вы попробуйте остаться педагогом, когда будущее НЕ светло, НЕ прекрасно и, скорее всего, его нет вовсе. Труд адски неблагодарный. Но другого выхода у педагога просто нет, убеждён автор».
Относительно различий стилистики и литературной техники Стругацких и Бориса Стругацкого высказывались разные суждения. Философ Борис Межуев заявлял: «Всё, что писал С. Ярославцев (то есть отдельно Аркадий Натанович), было в общем и целом на порядок ниже творчества АБС, то, что писал С. Витицкий (то есть отдельно Борис Натанович), было не слабее лучших произведений великих братьев». Примерно в таких же выражениях характеризовал отдельные произведения А. Н. и Б. Н. Стругацких писатель Ант Скаландис. Биографы — историк Д. Володихин и писатель Г. Прашкевич — уточняли, что «Поиск предназначения» в известной степени являлся экспериментом и накоплением опыта, как писать одному, это «вязкий» текст, построенный из длинных и сверхдлинных предложений. В отличие от прозы Стругацких периода расцвета, очень мало диалогов, сообщавших повествованию «воздушность», что компенсируется обилием описаний и подробностей, «ярких, интересных, однако временами совершенно не обязательных». «Поиск предназначения» — одна из энциклопедий «кухонной жизни» советской интеллигенции, сделанных по горячим следам улетучивающейся советской цивилизации. И сейчас, через полтора десятилетия после выхода романа в свет, это свойство придаёт ему дополнительную ценность. В первом романе С. Витицкого самостоятельный смысл обретает рельефная психологическая лепка персонажей — как центральных, так и периферийных; психологическая профилировка не имеет аналогов в общих текстах братьев. Борис Стругацкий многократно использует приём, рассчитанный на интеллектуалов: важнейшие смыслы подаются через намёки, подсказки, неочевидные цитаты, а далее «распаковываются» несколькими фразами, помещёнными не «в фокусе» сюжетного развития. Построенное как ребус произведение оказалось слишком сложным для большинства читателей. 
По мнению Володихина и Прашкевича, следующий (и последний роман) «Бессильные мира сего» продолжил роман Стругацких «Отягощённые злом»: «недосказанное там договорено». Качество романа выше, чем у «Поиска предназначения», тем не менее в концептуальном смысле его конструкция избыточна, хотя и сконструирована «на уровне блестящего профессионализма». Стиль второго романа Витицкого также тяготеет к наработкам «Отягощённых злом», и он намного легче для чтения и восприятия. Если в «Поиске предназначения» существует единственная сюжетная линия — судьба Красногорова, то «Бессильные мира сего» по сути своей — возврат к сюжетному устройству «Отягощённых злом»: множество «суверенных» сюжетных линий, развивающихся стремительнее, чем в «Поиске предназначения». Для «Бессильных…» характерна насыщенность диалогами, ёмкость образного ряда и простота синтаксических конструкций; биографы сближают роман с лучшими образцами общей прозы Стругацких.

#### «Игры с памятью»
В 1997—1998 годах Борис Стругацкий создал «Комментарии к пройденному» как обрамляющий комментарий к 11-томному собранию сочинений, проектируемому группой «Людены» и владельцем издательства «Сталкер» А. Ворониным. Исследователями «Комментарий» определяется как третий крупный литературный текст, созданный Б. Н. Стругацким после 1991 года, и единственный, опубликованный под собственным именем. Ценность его как свидетельства очевидца и важного первоисточника практически никем не оспаривалась. Ант Скаландис утверждал, что «легенды» о создании почти полусотни произведений сделаны «легко, остроумно, не длинно, не коротко и, главное, без свидетельствования с чужих слов». Жанр получившегося текста определяется Скаландисом как «нечто среднее между литературоведческим очерком и автобиографической повестью». Писатель и критик Виктор Топоров определял жанровую природу «Комментариев…» как мемуаров, посвящённых «достаточно любопытной теме-феномену» — творчеству братьев Стругацких. При этом критик утверждал, что Б. Стругацкий «не столько нескромен, сколько простодушен», оставив без ответа вопрос, насколько актуален рецепт успеха Стругацких «в наши дни — с провозглашённой свободой слова и рыночностью как единственным мерилом литературного успеха». Обозреватель и критик Николай Александров заявил, что жанр книги предельно точно обозначен в заглавии — «комментарий». Это же объясняет, почему только такую книгу Борис Натанович мог подписать фамилией Стругацкий, которой пользовался исключительно совместно с Аркадием Натановичем. Содержательно книга представляет собой «историю самосознания» Стругацких. При этом сообщаемую историю можно читать на самых разных уровнях: в идеологическом аспекте «Комментарии» повествуют об освобождении писателей от утопически-коммунистического мировоззрения, переходе к осознанию, что фактурно и занимательно только настоящее. Впрочем, Н. Александров находил в книге и «любопытные признания, касающиеся собственного творчества», в особенности того, как писатели пришли к радикальному изменению в поэтике — возможности не объяснять и не растолковывать. Впрочем, биографы Стругацких Д. Володихин и Г. Прашкевич и исследователь А. В. Снигирёв (Уральский федеральный университет) отмечали в тексте «игры с памятью», когда заявления Бориса Стругацкого далеко не всегда согласовывались с перепиской соавторов, дневниками или издательскими рецензиями, опубликованными стругацковедами XXI века. В некотором смысле Борис Стругацкий создавал автомиф, тесно связанный с агиографической литературой, жанром «литературного памятника».

## Литературно-педагогическая деятельность
Критик-фантастовед В. Владимирский рассматривал литературную работу обоих братьев Стругацких как часть проекта (имеющего и педагогическое измерение) по созданию культурно обогащённой среды, в которой молодые писатели-фантасты могли бы не повторять стандартных ошибок и освоить основные принципы литературной работы, регулярно общаться с коллегами, обмениваясь идеями и информацией, дискутируя о методике работы. Это должно было привести к появлению авторов, которые бы «поставляли идеи, новые формы, новые стили, переоценивали ценности и выворачивали наизнанку привычные представления». В одном из писем брату Аркадию Борис Стругацкий формулировал своё кредо так: «Обучать молодых, мотивировать молодых, защищать молодых от нападок ревнивого старичья и безмозглой цензуры, создавать новые площадки для публикации». Через семинар Бориса Стругацкого прошла значительная часть ленинградских писателей-фантастов, относящихся к «четвёртой волне»; среди них — Андрей Столяров, Вячеслав Рыбаков, Святослав Логинов, Николай Романецкий, Александр Щёголев, Антон Первушин, Николай Ютанов; в число заочных участников семинара входили Алан Кубатиев, Андрей Лазарчук, Борис Штерн, супруги Любовь и Евгений Лукины.
В 1997 году Борис Стругацкий состоял членом жюри литературного интернет-конкурса «Тенёта», который сыграл важную роль в формировании литературной культуры в Рунете. В результате его судейства произошло «открытие» маргинального писателя Баяна Ширянова, за что Стругацкого подвергли критике. Однако на деле писатель принял решение о награждении Ширянова под давлением других организаторов конкурса, прежде всего Антона Носика, который всерьёз номинировал Ширянова по шуточному совету Максима Кононенко. По итогам конкурса Борис Стругацкий заявил, что уровень просмотренных им конкурсных произведений «профессиональный (неотличимый от среднего уровня типичного современного журнала)», оценив его выше возглавляемого им писательского семинара. Впрочем, писатель полагал, что «какого-то особенного будущего у сетевой литературы, разумеется, нет и быть не может по определению».
В связи с изменением формата всероссийской акции «Тотальный диктант» его устроители в 2010 году не без труда уговорили Бориса Стругацкого написать текст диктанта. По сообщениям прессы, тридцать строчек текста аудитория писала около сорока минут, так как очередной тезис Стругацкого вызывал аплодисменты, вдобавок написанное Борисом Натановичем изобиловало авторскими знаками препинания, создающими особую мелодику. Писатель заявил: «С русским языком может произойти всё, что угодно: перестройка, преображение, превращение — но только не вымирание. Он слишком велик, могуч, гибок, динамичен и непредсказуем, чтобы взять и вдруг исчезнуть. Разве что — вместе с нами».
К концу жизни Б. Н. Стругацкий, по-видимому, испытывал разочарование в результатах своей работы, что проявилось в его последнем произведении «Бессильные мира сего». Главный герой этой книги обладает даром раскрыть основной талант любого из пришедших к нему учеников, в том числе таланты сверхъестественные. Однако в его силах лишь извлечь потаённое: «Как использовать этот чудесный дар, на что его растратить, каким способом скормить „свинье жизни“, каждый выбирает в одиночку». Дмитрий Быков также находил в романе «Бессильные мира сего» отражения педагогического проекта Стругацких, вплоть до того, что в семинаре почти не было женщин, как и в кругу общения и потенциальных клиентов главного героя романа. На определённом уровне прочтения роман может быть воспринят как «жестокий шарж на кружок Бориса Стругацкого, на его „Литературный семинар“».

## Память. Признание

### Награды и премии
Помимо общих с братом Аркадием наград, Борис Натанович Стругацкий был отмечен многими орденами, медалями, премиями и почётными дипломами, в том числе:
- Медаль «За трудовую доблесть» (1983)[277].
- Государственная премия РСФСР имени братьев Васильевых (17 декабря 1987 года) — за художественный фильм «Письма мёртвого человека» производства киностудии «Ленфильм» (совместно с Вячеславом Рыбаковым и Константином Лопушанским)[278].
- Премия Президента Российской Федерации в области литературы и искусства 2001 года (указ от 30 января 2002)[279].
- Медаль «300 лет Санкт-Петербургу» (2003)[277].
- Орден Почёта (1 сентября 2003 года) — за многолетнюю плодотворную деятельность в области культуры и искусства[280].
- Почётный диплом Законодательного собрания Санкт-Петербурга (9 апреля 2008 года) — за выдающийся личный вклад в развитие литературы и искусства и в связи с 75-летием со дня рождения[281].
- В 2008 году присуждена медаль «Символ науки» в номинации «Символ науки — человек искусства»[282][283].
- Лауреат премии им. В. Высоцкого «Своя колея» (2000 год: «За высочайшую творческую самоотдачу, за выдающийся вклад в мировую фантастику и кинематограф, за горячую преданность делу служения гуманитарным идеалам человечества»)[284][285].

Два романа С. Витицкого и «Комментарии к пройденному» также удостаивались литературных наград, в том числе как мейнстримная проза. По свидетельству Аделаиды Стругацкой, Борис Натанович был равнодушен к наградам, иногда она узнавала об очередном достижении только от сторонних людей.

### Увековечение памяти

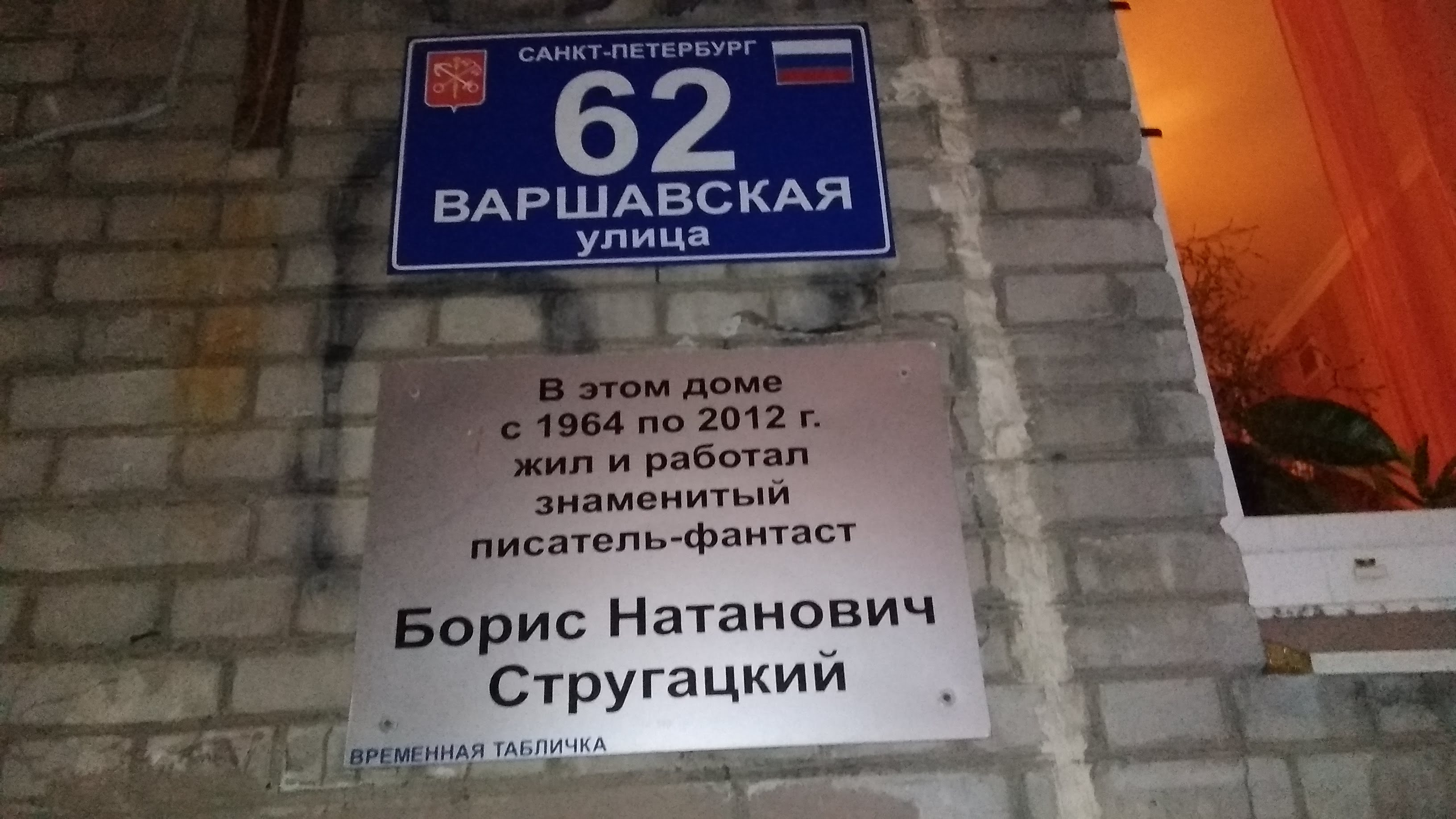
Временная мемориальная доска

В честь братьев Аркадия и Бориса Стругацких постановлением № 254 от 10 марта 2004 года администрации Волгограда названа улица в этом городе. Площадь Братьев Стругацких в Санкт-Петербурге на пересечении Московского проспекта, улицы Фрунзе и улицы Победы в 2014 году получила такое название по предложению депутата городского Законодательского собрания Б. Л. Вишневского.
В 2020 году было принято решение установить мемориальную доску Борису Стругацкому на стене дома 4А по улице Победы, в котором он жил с 1964 года до конца жизни. Доска в виде книги открыта 2 марта 2023 года на стороне улицы Победы, перед этим была установлена временная мемориальная доска со стороны Варшавской улицы.
Писатель Сергей Арно в 2012 году с разрешения Б. Н. Стругацкого учредил Фонд братьев Стругацких, заняв пост его исполнительного директора. Он же являлся председателем и соучредителем «АБС-премии». В связи с уходом с должности председателя Фонда братьев Стругацких А. Б. Стругацкого, а также кончиной ответственного секретаря АБС-премии Н. М. Романецкого присуждение премии в 2024 году приостановлено.
В честь братьев Стругацких в 2024 году назван новый вид микроорганизмов Thraustochytrium aureum ssp. strugatskii.

## Публикации

### Научные
- Агекян Т. А., Каврайская К. В., Плюгин Г. А., Стругацкий Б. Н., Шишкина Г. А. Об одном признаке взаимодействия звёзд с диффузной материей // Астрономический журнал (М.). — 1956. — Том XXXIII. — Вып. 5. — С. 679—681.
- Поттер Хейно, Стругацкий Борис. К вопросу об асимметрии фигур больших планет // Известия Главной астрономической обсерватории в Пулкове (Л.). — 1962. — Т. 23. — Вып. 1. — № 171. — С. 145—150.
- Труды 15-й астрометрической конференции (Пулково, 13 — 17 дек. 1960 г.). — М. — Л.: Изд-во АН СССР, 1963. — 437 с. — Содерж.: С. 113—116: Положенцев Дмитрий, Стругацкий Борис. О вычислении эфемерид Солнца и планет земной группы на счётно-аналитических машинах с целью обработки меридианных наблюдений; с. 220—224: Поттер Хейно, Стругацкий Борис. Применение счётно-аналитических машин для решения некоторых задач астрофотографии; с. 333—335: Крейнин Ефим, Положенцев Дмитрий, Стругацкий Борис. О составлении таблиц для астролябии Данжона с использованием современных вычислительных машин.

### Художественные
- Смолян А. Отцы и дети // Смена (Л.). — 1947. — 29 дек. (№ 303). — С. 3. [Фрагменты из школьного сочинения Бориса Стругацкого «Моральный облик советского молодого человека»]
- Стругацкий Борис. В окна сонные луна льёт синий цвет… // Поют студенты матмеха: Сб. песен / Сост. Г. Цейтин. — Л.: ЛГУ, 1960. — 300 экз. — С. 9—10. (Переизд. 1961. — 700 экз.)
- Витицкий С. Поиск предназначения, или Двадцать седьмая теорема этики: Роман / Худож. В.Любаров; ред. Ю. Зварич; худож. ред. В. Чернецов. — М.: Текст, 1995. — 335 с. — (Собрание сочинений. Т. 3, доп.). 40 000 экз. — ISBN 5-7516-0024-X
- Витицкий С., Ярославцев С. Дьявол среди людей; Поиск предназначения, или Двадцать седьмая теорема этики; Подробности жизни Никиты Воронцова: Фантаст. романы / Послесл. С. Переслегина «Репетиция оркестра» (С. 565—572); сост. Н. Ютанов; ил. Я. Ашмариной; обл. А. Дубовика. — М.: ООО «Изд-во АСТ-ЛТД»; СПб.: Terra Fantastica, 1997. — 576 с.: ил. — (Миры братьев Стругацких). 15 000 экз. — ISBN 5-15-000796-X; ISBN 5-7921-0210-4.
- Стругацкий Б. Комментарии к пройденному // Если. — 1998. — № 11—12. — С. 296—315; 1999. — № 1—2. — С. 255—286; № 3. — С. 293—317; № 4. — С. 267—285.
- Стругацкий Борис. Комментарии к пройденному // Контрапункт (Бостон (США)). — 1999. — № 1. — С. 77—97; № 2. — С. 44—72. Фрагменты о произведениях: «Трудно быть богом», «Понедельник начинается в субботу», «Сказка о Тройке», «Улитка на склоне», «Беспокойство».
- Витицкий С. Поиск предназначения, или Двадцать седьмая теорема этики: Фантаст. роман: В 6 кн. / Ред. по Брайлю Н. Аничкова. — СПб.: Изд-во «Чтение» Всерос. ордена Трудового Красного знамени об-ва слепых, 2001. — 495 с. 105 экз. [Издание шрифтом Брайля для слепых]
- Стругацкий Б. Комментарии к пройденному / Идея и сост. И. Стогова; отв. ред. П. Крусанов; худож. ред. Е. Саламашенко. — СПб.: Амфора, 2003. — 311 с. — (Б-ка журн. Бориса Стругацкого «Полдень, XXI век»). 16 000 экз. — ISBN 5-94278-403-5.
- Витицкий С. Бессильные мира сего: Роман. — СПб.: Амфора, 2003. — 351 с. — (Б-ка журн. Бориса Стругацкого «Полдень, XXI век»). 5 000 экз. — ISBN 5-94278-397-7.
- Витицкий С. Бессильные мира сего / Худож. С. Биричев; ред. Е. Шубина; худож. ред. Т. Костерина. — М.: ВАГРИУС, 2003. — 351 с. 5 000 экз. — ISBN 5-9560-0049-X.
- Стругацкий Аркадий, Стругацкий Борис. Бессильные мира сего: Сб. / Под общ. ред. С. Бондаренко. — Донецк: Сталкер, 2003. — 672 с. — (Миры братьев Стругацких). 10 000 экз. — ISBN 966-696-368-X.
- Стругацкий Б. Утро одного персонажа (Вместо эпилога) // Володихин Д., Прашкевич Г. Братья Стругацкие. — М.: Мол. гвардия, 2012. — С. 335—338.

### Комментарии
1. ↑  Борис Стругацкий вспоминал, что не являлся программистом, в его обязанности входило «высокое наслаждение: учить табулятор умножать и делить». В Пулковской обсерватории была только одна электронная машина «Минск-22» и ко времени увольнения появилась «ЕС-1020»[55].
2. ↑  Ближайшим из своих друзей Б. Н. Стругацкий именовал Александра Ивановича Копылова, который под собственным именем был выведен в новелле «Почти такие же» и послужил основой образа киномеханика Сани Дрозда в повести «Понедельник начинается в субботу». Инженер Копылов был в числе создателей радиотелескопа РАТАН-600, за что удостоен ордена Трудового Красного Знамени; скончался в 2003 году. Дружба с Юрием Николаевичем Чистяковым началась с первого курса матмеха ЛГУ, именно ему принадлежал стишок «Вот по дороге едет ЗИМ, / И им я буду задавим» из «Понедельника…». Его жена, физик Наталья Александровна Свенцицкая, работала до выхода на пенсию в ГОИ; именно она предложила название «Понедельник начинается в субботу». Владимир Семёнович Корепанов — также инженер, работал в Пулковской обсерватории ещё в начале XXI века; его жена — инженер Галина Израилевна Зигберман[57].
3. ↑  В письме Аркадию 13 марта 1960 года младший Стругацкий разъяснял суть проводимой им работы, которая велась и по воскресеньям: «Надо промерять снимки Юпитера — всего шестнадцать изображений, каждое измеряется как минимум дважды, иногда больше. На каждом изображении измеряется по меньшей мере пятнадцать хорд. Пока я промерил восемь изображений. Предварительный вывод таков, что эффект асимметрии действительно существует — наши кривые аналогичны кривым, которые получил Козырев. Но сразу возникает вопрос — объясняется этот эффект именно неклассической асимметрией или какими-то иными причинами. Дело в том, что эффект проявляется сильнее всего на самых краях изображения Юпитера, именно там, где особенно велики ошибки измерений и особенно сказывается влияние светлых полос в атмосфере (на негативе они светлые). Это два основных источника, которые в принципе могут привести к эффекту, похожему на асимметрию. А посему: 1. Чтобы исследовать влияние ошибок измерений придётся моделировать задачу — сфотографировать на пластинку чрезвычайно близкий к окружности диск и промерить его; это позволит отделить влияние ошибок измерений от прочих влияний. 2. Чтобы исключить эффект полос, придётся промерить снимки Сатурна; на Сатурне, как известно, полосы настолько малоконтрастны, что их присутствием можно пренебречь»[66].
4. ↑  Об условиях в экспедиции Борис писал матери 7 июля: «Мы сидим на горе, которая называется Харбас. Высота её 2400 м над уровнем моря. Гора, поросшая травой, вокруг другие такие же, всё это — пастбище, и везде бараны, бараны, бараны. Чабаны заходят к нам в лагерь и пьют чай. На юге — громадина Эльбруса, двуглавая, снежная, на западе в тумане — плоскогорье Бермамыт, на востоке — мрачный каменистый Кинжал… На юге в хорошую погоду видна гора Шиджатмаз и на ней крошечные домики нашей базы — Горной астрономической станции. До неё 15 км по прямой и 25 км по дороге. Дорога идёт серпантином, над кругами, но она безопасна и всё лето годна для движения. Пробили её геологи, которых здесь очень много, и все ищут уран. <…> В общем, устроились мы неплохо, только здесь весьма прохладно и мало солнца, а по ночам температура падает до нуля. Бывают здесь и ветры, и дожди, и грады, и ещё тридцать три удовольствия, так что я очень рад, что с избытком запасся тёплой одеждой. Напялишь на себя все лыжные костюмы, две пары шерстяных носок, да сверху ещё казённое обмундирование — ватник, штормовой костюм — и сам чёрт не брат! Спим в палатках. На дне вдвое сложен толстый войлок, и сами мы в спальных мешках — тепло, не дует, и воздух свежий. <…> …Cугубо вегетарианская пища с чуть-чуточком мясных консервов. Но жрём мы до отвала: щи — по котелку, каша — по котелку, компот — по котелку»[69]. В экспедиционном дневнике от 30 июля описан следующий опыт: «Вчера читал чабанам краткую лекцию по астрономии. Их было четверо. Двое тупо молчали, и было видно, что они просто ничего не знают, ничего не понимают и об устройстве мира никогда не думают. Один — ветработник — кое-что кумекает, но смутно. Разницы между звездой и планетой для него не существует. Один — чабан — уверен, что Земля плоская, Солнце вращается вокруг неё, а на Луне сидит голый чабан. Он ничего не знает об искусственных спутниках и об облёте Луны. Это — 52 км от Кисловодска»[70].
5. ↑  Из штата Пулковской обсерватории Б. Н. Стругацкий окончательно уволился 3 мая 1965 года[80].
6. ↑  Из так называемых «людей искусства» Б. Стругацкий сколько-нибудь регулярно общался только с членами Ленинградской писательской организации (в том числе Геннадием Гором, Евгением Брандисом и Ильёй Варшавским). Периодически судьба сводила его с Алексеем Германом: ещё в 1966 году начинающий кинорежиссёр заинтересовался возможностью снять фильм по повести «Трудно быть богом»[101], однако реализация замысла затянулась на три десятка лет[102]. В 1975 году Б. Н. Стругацкий неофициально помогал А. Ю. Герману выстраивать сценарий фильма «Двадцать дней без войны», за что получил гонорар в 300 рублей[103]. Во время визитов в СССР Станислава Лема он и Стругацкие никогда не встречались втроём (в формате «Стругацкие — Лем»). В воспоминаниях С. Лема приводилась легенда, что Стругацкие попытались его споить, «но он выдержал испытание с честью»; сам Б. Стругацкий утверждал, что данный эпизод действительно происходил в начале 1960-х, но в компании Е. Брандиса, И. Варшавского, переводчика Д. Брускина и самого Бориса Натановича. Польского фантаста и философа Б. Н. Стругацкий определял как «прекрасного полемиста, интереснейшего собеседника и великого эрудита»[104].
7. ↑  В конце 1960-х годов отношения между Ефремовым и Стругацкими сильно охладели на идеологической и вкусовой почве, далее конфликт был преодолён, по-видимому, в первую очередь усилиями Бориса Натановича[108].
8. ↑  В биографиях Стругацких и многочисленных интервью самого Бориса Натановича чаще назывался 1974 год[111].
9. ↑  Детальное описание ареста Хейфеца и собственных переживаний от общения с органами госбезопасности Борис Стругацкий дал в романе «Поиск предназначения», написанном уже в 1990-е годы[119].
10. ↑  Материальное положение братьев не было катастрофическим. Так, в письме от 18 апреля 1976 года упоминается, что Стругацких прикрепили к А. Тарковскому на подготовительный период как консультантов с зарплатой 150 рублей в месяц. 10% гонорара за сценарий составил по 290 рублей, не считая 345 рублей на каждого, зачисленных в январе за публикацию двух повестей в ГДР[122].
11. ↑  Борис Стругацкий также вспоминал, что «машиной мечты был вездеход», однако в советское время джипы частным лицам не продавали, а на «Ниву» «денег никогда не хватало»[124].
12. ↑  В последующей переписке А. Стругацкий стал называть Андрея «Росшепером», по изобретённому им имени персонажа «Гадких лебедей»[129].
13. ↑  Одному из своих друзей Б. Н. Стругацкий так объяснял причины: «Трудно поверить, что студента выгоняют с третьего курса за то, что, будучи школьником 9-го класса, он слушал чужие „голоса“ и трепал лишнее среди своих приятелей, школьников же. Однако суть дела именно в этом. Всё прочее — хвосты, дисциплинарные нарушения, неучастие в общественной работе — было притянуто уже потом, когда прибыли соответствующие бумаги из соответствующих органов»[133].
14. ↑  По собственным воспоминаниям Б. Н. Стругацкого, в середине 1980-х годов он купил первый персональный компьютер ZX80 и освоил программирование на языке Бейсик[142]. Ещё при жизни А. Н. Стругацкого Борис приобрёл PC-286, даже уговаривая брата купить такой же, что позволило бы через модем мгновенно обмениваться письмами и вариантами текстов («но он всегда был очень консервативен»)[143].
15. ↑  Например, Борис Стругацкий был любителем кошек, а Аркадий Натанович — собак. Всех котов и кошек («независимо от пола, возраста и происхождения») в доме звали «Калям»; имя было использовано в повести «За миллиард лет до конца света». Слово это происходило от жаргонизма 1950-х годов, означающего «кусочек, ломтик, нечто маленькое»[196].

### Первоисточники
- Неизвестные Стругацкие. От «Страны багровых туч» до «Трудно быть богом»: черновики, рукописи, варианты / сост. С. Бондаренко. — Донецк : Сталкер, 2005. — 635 с. — (Миры братьев Стругацких). — ISBN 966-696-779-0.
- Неизвестные Стругацкие. От «Понедельника...» до «Обитаемого острова»: черновики, рукописи, варианты / сост. С. Бондаренко. — Донецк : Сталкер, 2006. — 524 с. — (Миры братьев Стругацких). — ISBN 966-696-938-6.
- Неизвестные Стругацкие. От «Града обреченного» до «Бессильных мира сего»: черновики, рукописи, варианты / Сост. С. П. Бондаренко. — Донецк : Сталкер, 2008. — 510 с. — (Неизвестные Стругацкие). — ISBN 978-966-09-0224-4.
- Неизвестные Стругацкие. Письма. Рабочие дневники. 1942—1962 гг. / сост. С. П. Бондаренко, В. М. Курильский. — Москва, Донецк : ACT, НКП, 2008. — 640 с. — (Миры братьев Стругацких). — ISBN 978-5-17-053845-4.
- Неизвестные Стругацкие. Письма. Рабочие дневники. 1963—1966 гг. / сост. С. П. Бондаренко, В. М. Курильский. — Киев : НКП, 2009. — 637, [3] с. — (Миры братьев Стругацких). — ISBN 978-5-17-055670-0. — ISBN 978-966-339-788-7.
- Стругацкие. Материалы к исследованию: письма, рабочие дневники. 1967—1971 гг. / Сост. С. П. Бондаренко, В. М. Курильский. — Волгоград : ПринТерра-Дизайн, 2013. — 736 с. — ISBN 978-5-98424-162-5.
- Стругацкий А., Стругацкий Б. Полное собрание сочинений в тридцати трёх томах / Составители: Светлана Бондаренко, Виктор Курильский, Юрий Флейшман. — Группа «Людены», 2015. — Т. 1: 1941—1957. — 416 с.
- Стругацкий А., Стругацкий Б. Полное собрание сочинений в тридцати трёх томах / Составители: Светлана Бондаренко, Виктор Курильский, Юрий Флейшман. — Группа «Людены», 2015. — Т. 2: 1958. — 451 с.
- Стругацкий А., Стругацкий Б. Полное собрание сочинений в тридцати трёх томах / Составители: Светлана Бондаренко, Виктор Курильский, Юрий Флейшман. — Группа «Людены», 2016. — Т. 3: 1959. — 455 с.
- Стругацкий А., Стругацкий Б. Полное собрание сочинений в тридцати трёх томах / Составители: Светлана Бондаренко, Виктор Курильский, Юрий Флейшман. — Группа «Людены», 2016. — Т. 4: 1960. — 386 с.
- Стругацкий А., Стругацкий Б. Полное собрание сочинений в тридцати трёх томах / Составители: Светлана Бондаренко, Виктор Курильский, Юрий Флейшман. — Группа «Людены», 2016. — Т. 5: 1961. — 368 с.
- Стругацкий А., Стругацкий Б. Полное собрание сочинений в тридцати трёх томах / Составители: Светлана Бондаренко, Виктор Курильский, Юрий Флейшман. — Группа «Людены», 2016. — Т. 6: 1962. — 471 с.
- Стругацкий А., Стругацкий Б. Полное собрание сочинений в тридцати трёх томах / Составители: Светлана Бондаренко, Виктор Курильский, Юрий Флейшман. — Группа «Людены», 2016. — Т. 7: 1963. — 366 с.
- Стругацкий А., Стругацкий Б. Полное собрание сочинений в тридцати трёх томах / Составители: Светлана Бондаренко, Виктор Курильский, Юрий Флейшман. — Группа «Людены», 2016. — Т. 8: 1964. — 419 с.
- Стругацкий А., Стругацкий Б. Полное собрание сочинений в тридцати трёх томах / Составители: Светлана Бондаренко, Виктор Курильский, Юрий Флейшман. — Группа «Людены», 2016. — Т. 9: 1965. — 424 с.
- Стругацкий А., Стругацкий Б. Полное собрание сочинений в тридцати трёх томах / Составители: Светлана Бондаренко, Виктор Курильский, Юрий Флейшман. — Группа «Людены», 2016. — Т. 10: 1966. — 524 с.
- Стругацкий А., Стругацкий Б. Полное собрание сочинений в тридцати трёх томах / Составители: Светлана Бондаренко, Виктор Курильский, Юрий Флейшман. — Группа «Людены», 2017. — Т. 20: 1974. — 377 с.
- Стругацкий А., Стругацкий Б. Полное собрание сочинений в тридцати трёх томах / Составители: Светлана Бондаренко, Виктор Курильский, Юрий Флейшман. — Группа «Людены», 2017. — Т. 21: 1975—1976. — 460 с.
- Стругацкий А., Стругацкий Б. Полное собрание сочинений в тридцати трёх томах / Составители: Светлана Бондаренко, Виктор Курильский, Юрий Флейшман. — Группа «Людены», 2019. — Т. 24: 1979—1980. — 466 с.
- Стругацкий А., Стругацкий Б. Полное собрание сочинений в тридцати трёх томах / Составители: Светлана Бондаренко, Виктор Курильский, Юрий Флейшман. — Группа «Людены», 2019. — Т. 25: 1981—1982. — 598 с.
- Стругацкий А., Стругацкий Б. Полное собрание сочинений в тридцати трёх томах / Составители: Светлана Бондаренко, Виктор Курильский. — Группа «Людены», 2020. — Т. 29: 1990—1993. — 569 с.
- Стругацкий А., Стругацкий Б. Полное собрание сочинений в тридцати трёх томах / Составители: Светлана Бондаренко, Виктор Курильский. — Группа «Людены», 2020. — Т. 30: 1994—1995. — 585 с.
- Стругацкий А., Стругацкий Б. Полное собрание сочинений в тридцати трёх томах / Составители: Светлана Бондаренко, Виктор Курильский. — Группа «Людены», 2020. — Т. 31: 1997—2000. — 598 с.
- Стругацкий А., Стругацкий Б. Полное собрание сочинений в тридцати трёх томах / Составители: Светлана Бондаренко, Виктор Курильский. — Группа «Людены», 2020. — Т. 32: 2001—2004. — 677 с.
- Стругацкий А., Стругацкий Б. Полное собрание сочинений в тридцати трёх томах / Составители: Светлана Бондаренко, Виктор Курильский. — Группа «Людены», 2022. — Т. 33: 2005—2012. — 726 с.
- Стругацкий Б. Н. Интервью длиною в годы: по материалам офлайн-интервью / Сост. С. П. Бондаренко. — М. : АСТ, 2009. — 508 с. — (Миры братьев Стругацких). — ISBN 978-5-17-044777-0.

### Биографии, исследования
- Александров Николай. Ничего не объяснять. «Комментарии к пройденному» Бориса Стругацкого // Газета. — 2003. — 5 ноября. — С. 7.
- Амусин М. Ф. Братья Стругацкие : очерк творчества. — Иерусалим : Бесэдер, 1996. — 187 с. — ISBN 965-7031-06-0.
- Амусин М. От утопии к атараксии // Вопросы литературы. — 2013. — № 4. — С. 224—255.
- Арзамасцева И. Н. Стругацкие, Аркадий Натанович и Борис Натанович // Русские писатели XX века: Биографический словарь / Гл. ред. и сост. П. А. Николаев. — М. : Большая российская энциклопедия; Рандеву, 2000. — С. 669—671. — 808 с. — ISBN 5-85270-289-7.
- Бережной С.. Памяти Бориса Стругацкого. Мир фантастики (19 ноября 2016). Дата обращения: 25 ноября 2023.
- Березин В. Рец.: [Витицкий С. Поиск предназначения, или Двадцать седьмая теорема этики. СПб.: Амфора, 2003; Витицкий С. Бессильные мира сего: Роман. СПб.: Амфора, 2003] // Новое литературное обозрение. — 2004. — № 3. — С. 320—326.
- Быков Д.. Мировая война Бориса Стругацкого // «Сноб», № 5(20), май 2010 года. Живой журнал (19 мая 2010). Дата обращения: 27 ноября 2023.
- Визель М. Я. Создатель : жизнь и приключения Антона Носика, отца Рунета, трикстера, Блогера и первопроходца, с описанием трёх эпох Интернета в России. — М. : АСТ, Редакция Елены Шубиной, 2023. — 493, [2] с. — (Независимый текст). — 2000 экз. — ISBN 978-5-17-132827-6.
- Вишневский Б. Миры братьев Стругацких. Псковская губерния (17 апреля 2013). Дата обращения: 15 июня 2024.
- Вишневский Б. Л. Двойная звезда: Миры братьев Стругацких. — СПб. : Дом Галича, 2022. — 456 с.
- Владимирский В. А.. Семинар Бориса Стругацкого. Научно-образовательный портал «Большая российская энциклопедия» (27 марта 2023). Дата обращения: 25 ноября 2023.
- Владимирский В. За 90 лет до конца света. К юбилею Бориса Стругацкого. Горький Медиа (15 апреля 2023). Дата обращения: 25 ноября 2023.
- Володихин Д. М., Прашкевич Г. М. Братья Стругацкие. Мечты о несбывшемся. — М. : Молодая гвардия, 2012. — 350 с. — (Жизнь замечательных людей, вып. 1331). — ISBN 978-5-235-03475-4.
- Зеркалов А. Игра по собственным правилам // Стругацкий А., Стругацкий Б. Собрание сочинений. — М. : Текст, 1991. — Т. 1: Повести и рассказы. Извне. Путь на Амальтею. Стажёры. Рассказы. — С. 5—18. — 428 с. — 225 000 экз. — ISBN 5-87106-007-2.
- Каралис Д. Хроники смутного времени. Из дневников // Нева. — 2006. — № 7. — С. 42—103.
- Каралис Д. Гори, гори… (Борис Стругацкий) // Литературный альбом: Москва — Санкт-Петербург. Классики. Наставники. Коллеги. Друзья. — СПб. : Litres, 2023. — ISBN 9785045968225.
- Ларионов В. Юбилейный год Бориса Стругацкого // БиблиоГлобус. — 2003. — № 8 (14) (август). — С. 56—57.
- Межуев, Борис. Тайна «Мира Полдня». Гефтер (28 января 2012). Дата обращения: 28 мая 2017.
- Рыбаков В.. Ячейка утраченного будущего. Об истории и атмосфере семинара Бориса Стругацкого. Русская истина (10 июня 2019). Дата обращения: 25 ноября 2023.
- Скаландис А. Братья Стругацкие. — М. : АСТ, 2008. — 702 с. — ISBN 978-5-17-052684-0.
- Снигирёв А. В. «Астронавты» в «Стране багровых туч»: ещё раз о проблеме «Стругацкие — Лем» // Уральский филологический вестник. Серия: Русская литература XX—XXI веков: направления и течения. — 2015. — № 2. — С. 175—182.
- Снигирёв А. В. Братья Стругацкие: Приёмы моделирования автомифа // Филология и культура. — 2021. — № 1 (63). — С. 208—213.
- Столяров А. Семинар Бориса Стругацкого: территория будущего, 1980-е годы // Санкт-Петербург. Автобиография / сост. М. Федотова, К. Королёв. — М. ; СПб. : Эксмо; Мидгард, 2010. — С. 927—931. — 992 с. — (Биографии великих стран). — ISBN 978-5-699-39827-0.
- Феномен творческого кризиса: монография / под общ. ред. Т. А. Снигирёвой и А. В. Подчиненова. — Екатеринбург : Изд-во Урал. ун-та, 2017. — 398 с. — ISBN 978-5-7996-2239-8.
- Черняховская Ю. Братья Стругацкие: письма о будущем. — М. : Книжный мир, 2016. — 384 с. — Б. Межуев. Атлантида, которую мы потеряли (предисловие). — ISBN 978-5-8041-0878-7.